# Église Sainte-Aurélie de Strasbourg
L’église Sainte-Aurélie de Strasbourg est située rue Martin-Bucer dans le quartier de la Gare. C'est une église protestante luthérienne de la confession d'Augsbourg. Selon l'historiographie médiévale, il s'agirait de l'un des plus anciens sanctuaires de la ville. En 1524 Martin Bucer fit ses débuts comme prédicateur dans cette église acquise à la Réforme l'année précédente. Même s'il y subsiste quelques éléments d'architecture romane et gothique, Sainte-Aurélie est surtout remarquée pour son agencement intérieur baroque blanc et or – autel et chaire du XVIIe siècle, orgue conçu par André Silbermann en 1713 – et la nef imposante de la nouvelle église, entièrement reconstruite au XVIIIe siècle. Ces atouts ont valu à l'église Sainte-Aurélie d'être classée par les Monuments historiques le 5 mai 1988. Entre 2002 et 2015, l'église et l'orgue Silbermann ont fait l'objet d'importants travaux de restauration.

## Situation

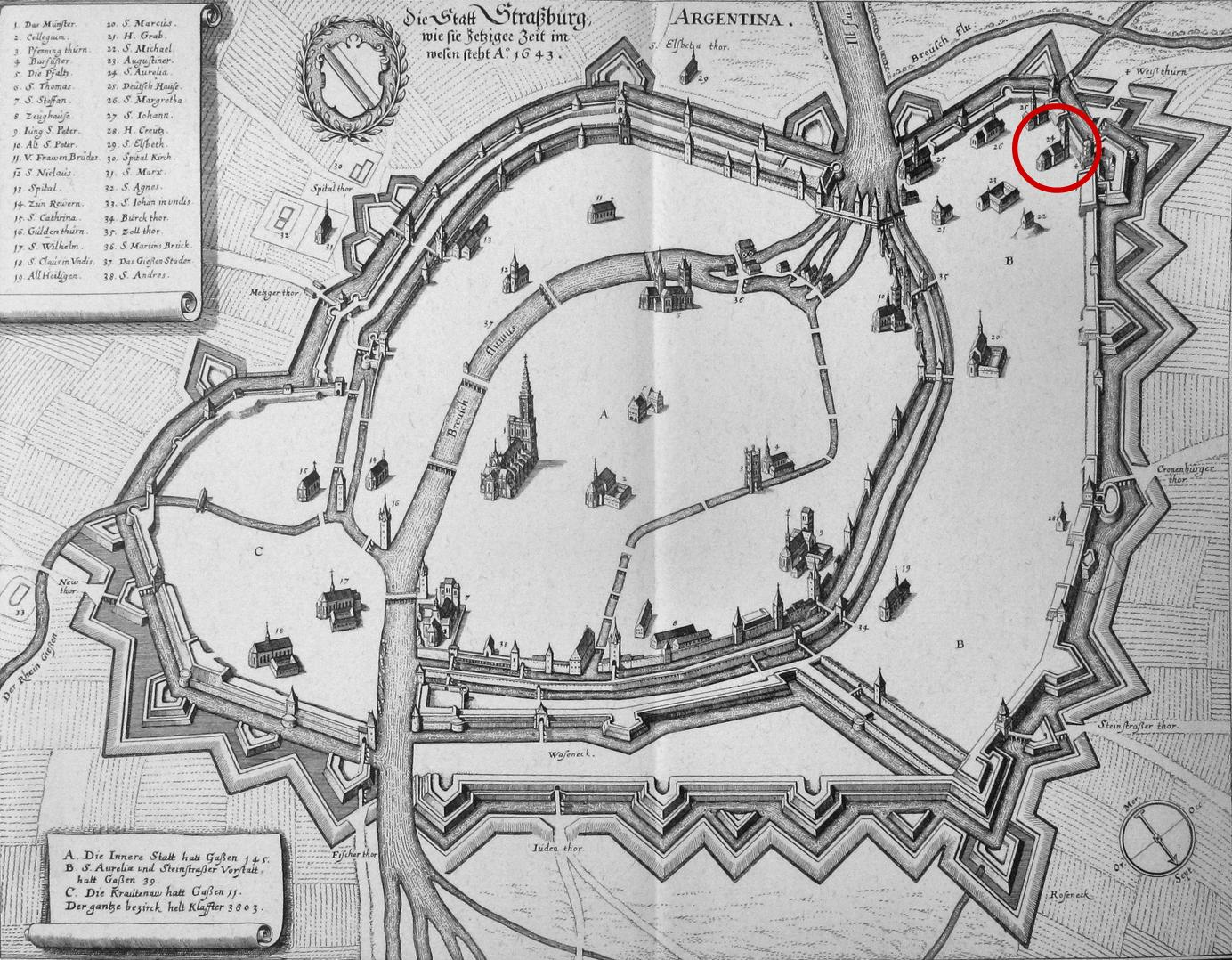
Localisation de l'église sur un plan de Strasbourg (Merian, 1643), orienté sud-nord

L'église Sainte-Aurélie se trouve au cœur d'un faubourg populaire désigné sous le nom de Faubourg National depuis la Révolution française, mais connu auparavant comme le Faubourg des Charrons, puis le Faubourg Blanc. C'était autrefois un quartier de maraîchers, de jardiniers et de couvents.
Aujourd'hui l'église se situe un peu à l'écart des grands axes, entourée d'arbres et d'immeubles qui privent l'observateur d'une vision d'ensemble, sauf en hiver à la faveur de la chute des feuilles. Elle partage sa cour avec l'école primaire Sainte-Aurélie, la plus ancienne école publique strasbourgeoise, construite entre 1843 et 1846 par Félix Fries, sur un terrain mis à disposition par la paroisse. À l'exception des fidèles, le public ne peut donc accéder à l'église que sur rendez-vous ou, quelquefois, lors des Journées européennes du patrimoine.

## Histoire
Les découvertes et les interventions archéologiques menées dans le faubourg dès le XVIIe siècle concernent principalement des vestiges funéraires datant de l'Antiquité, ainsi que de la période mérovingienne.
La date de fondation de l'église reste incertaine. Selon le chroniqueur Koenigshoven cité par l'historien Jean-Daniel Schoepflin, sceptique, son origine remonterait à sainte Aurélie, l'une des onze mille vierges, morte à Strasbourg. D'autres sources suggèrent une fondation de l'église primitive au VIIIe siècle, sur une crypte qui aurait renfermé le tombeau de sainte Aurélie.
De fait elle est citée pour la première fois en 801, sous le vocable de Saint-Maurice, alors que celui de Sainte-Aurélie n'apparaît qu'en 1324. La conviction qu'il s'agit bien de la même église s'appuie sur ce passage de la charte du 20 mai 1324 établissant que « le chapitre afferme au couvent de Saint-Arbogast certaines dîmes de l'église Saint-Maurice, vulgairement dite de Sainte-Aurélie » :
« [...] decimationes seu fructus omnes decimationum ad eos et suos successores nomine ecclesie S. Mauricii extra muros Argentinenses que ecclesia vulgariter S. Aurelie nuncupatur pertinentes [...] »
D'après Schoepflin, l'église est concédée au chapitre de Saint-Thomas par l'évêque Henri II en 1219, une concession confirmée par une bulle du pape Honorius III.
En 1471 elle est incorporée au chapitre de Saint-Thomas. Elle passe à la Réforme en 1523, en même temps que le chapitre. Après le Temple-Neuf, Saint-Thomas et Saint-Nicolas, elle devient la quatrième paroisse de la confession d'Augsbourg à Strasbourg. Son premier pasteur est Symphorien Pollion (ou Pollio), qui avait d'abord prêché le protestantisme à la cathédrale. Son successeur est Martin Bucer, élu prédicateur de « l'église des jardiniers » en 1524.

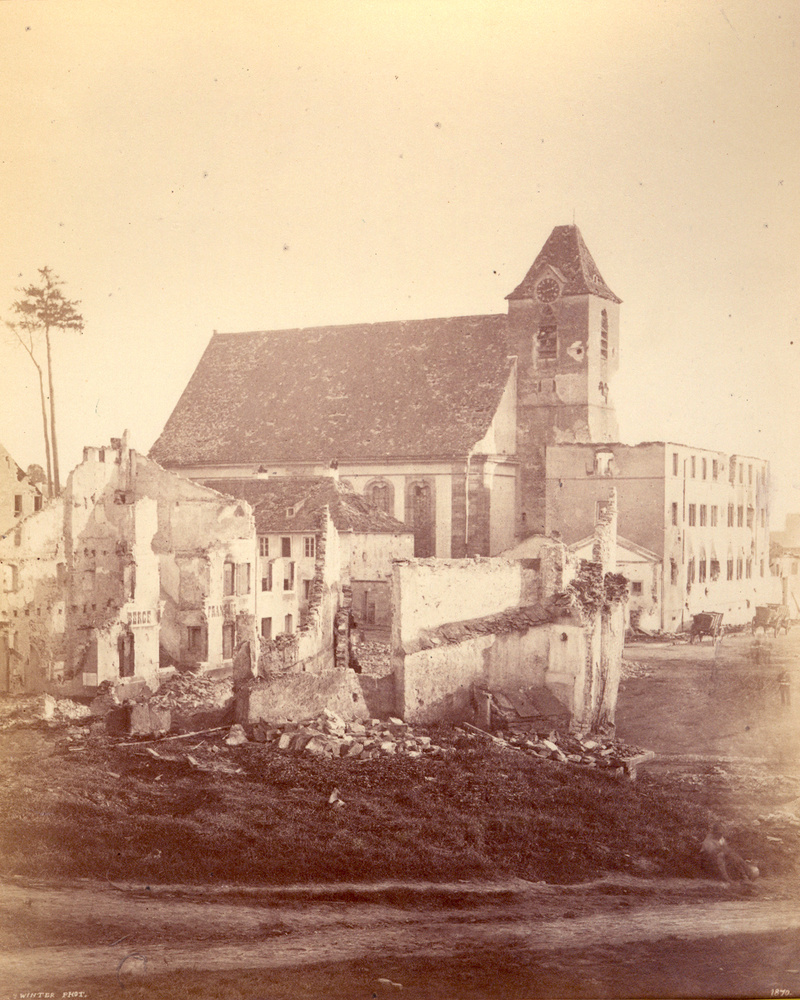
Sous le siège de Strasbourg (1870)

La vie des paroisses protestantes strasbourgeoises commence à être mieux connue à partir du milieu du XVIe siècle lorsque les registres baptismaux y sont introduits. C'est ainsi que pour l'église Sainte-Aurélie ces registres sont conservés aux Archives municipales de Strasbourg depuis l'année 1550.

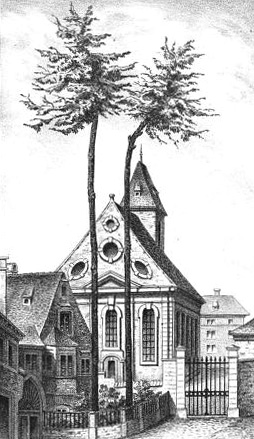
L'église Sainte-Aurélie en 1865

Au XVIIIe siècle la charpente menace de s'effondrer et la construction d'une nouvelle église s'avère nécessair. Elle est confiée aux maîtres d'œuvre (Baumeister) Michel Hatzung et Georges Frédéric Hüttner. La première pierre est posée le 18 juillet 1763, les travaux progressent assez rapidement et la nouvelle église est consacrée le 28 mai 1765. À l'exception de la sacristie de la cathédrale, plus petite, en 1744, et l'église des Récollets, détruite depuis, c'est le seul édifice cultuel important construit à Strasbourg au cours du siècle.
Pendant la Révolution française, l'église sert de magasin à fourrage. En 1805, après Austerlitz, des prisonniers et des blessés russes et autrichiens sont hébergés dans l'église qui abrite un hôpital militaire du 19 janvier au 20 juillet 1806. La guerre franco-allemande de 1870 occasionne quelques dégâts, comme en témoignent les quelques briques bouchant des impacts d'obus sur le deuxième niveau du clocher en pierre. Plusieurs tuyaux de l'orgue conçu par André Silbermann ayant également été touchés, des réparations ont été confiées aux frères Wetzel.
Le 5 mai 1988 l'église est classée par les Monuments historiques.
La nef et la toiture ont fait l'objet d'une restauration en 2008.

## Architecture
À l'exception du clocher, la silhouette générale de l'édifice est celle de l'église entièrement reconstruite en 1765, les volumes de la nef l'inscrivant dans la lignée des édifices baroques.

### Façades

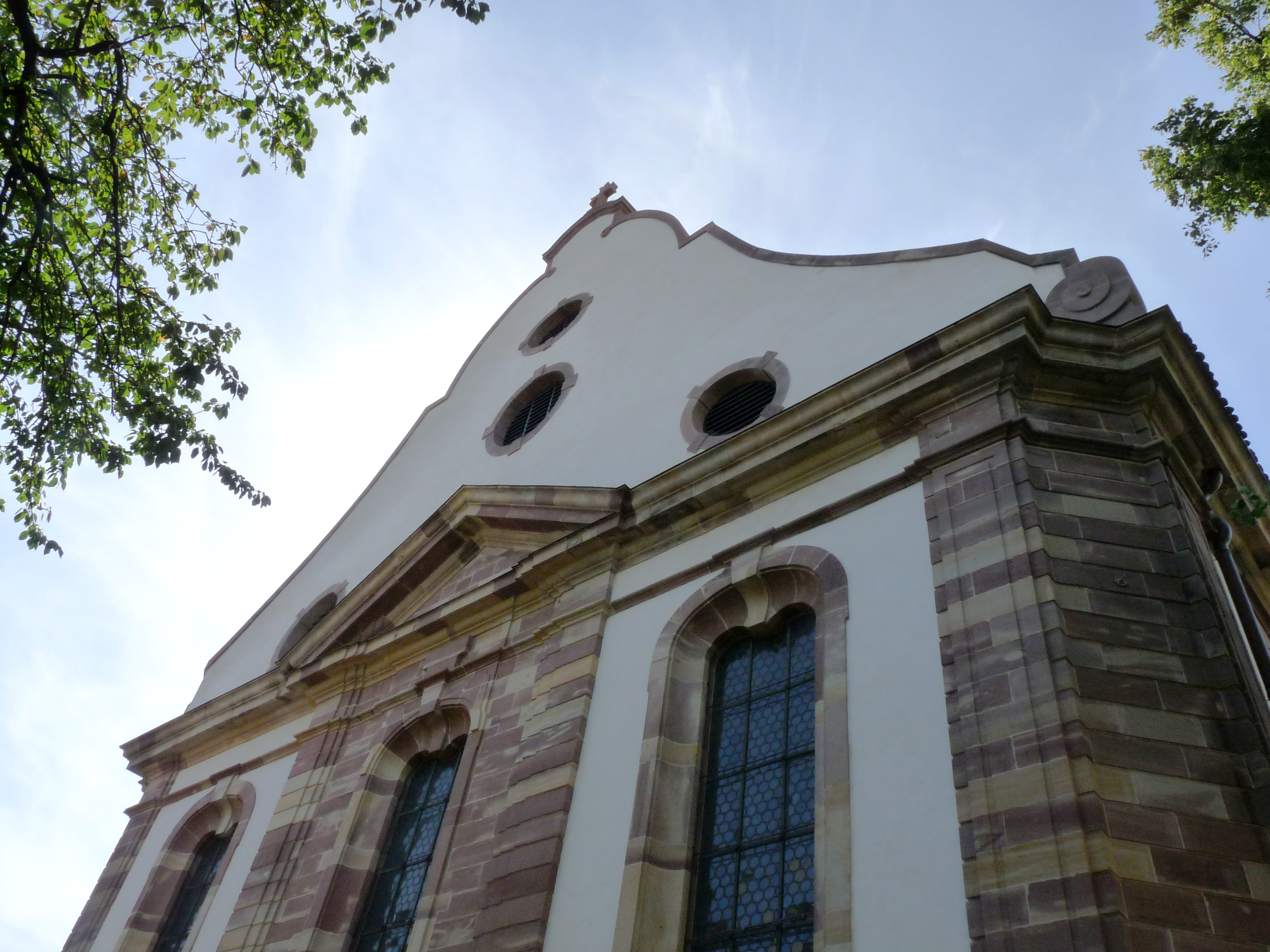
Vue partielle de la façade

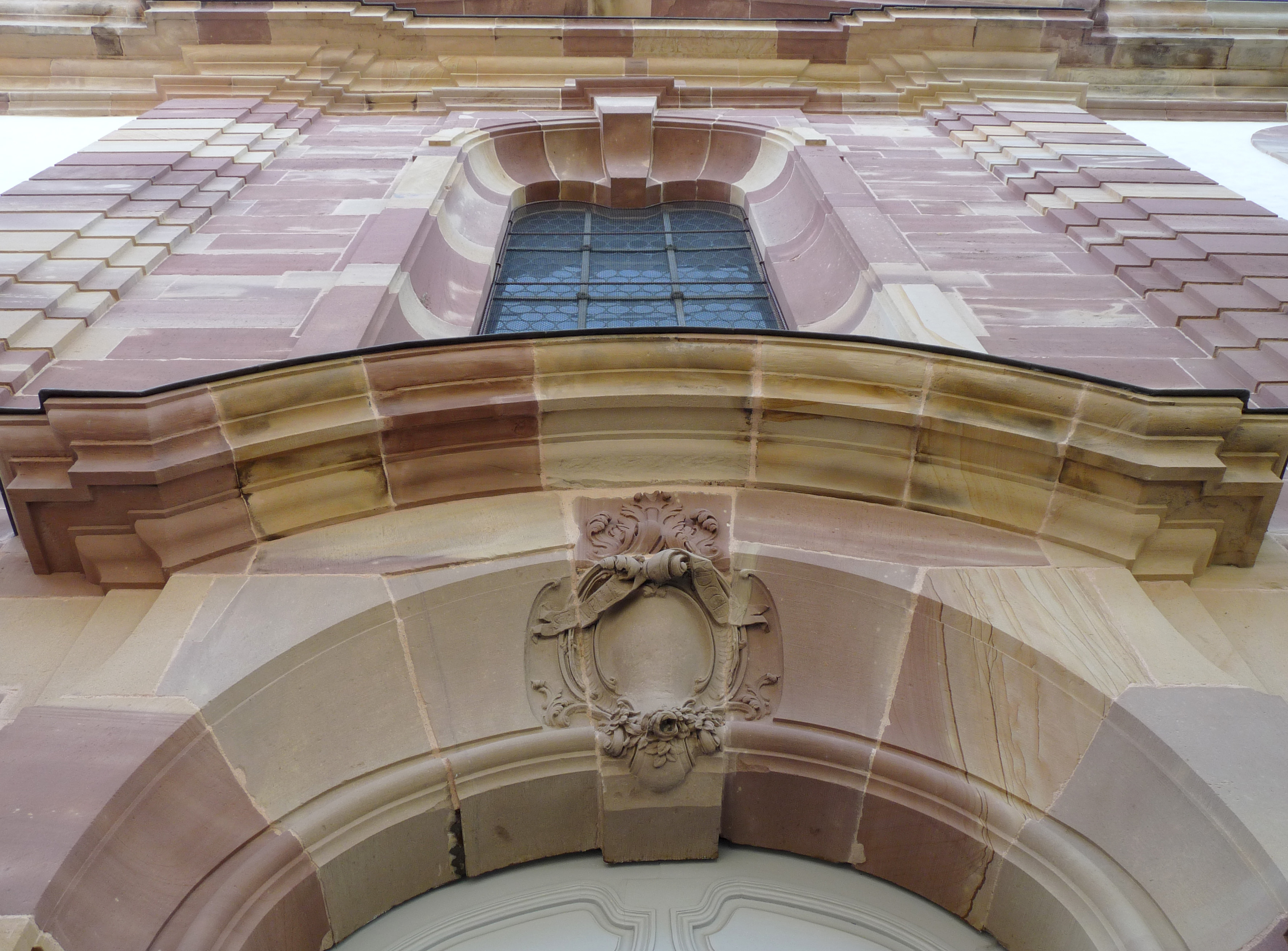
Cartouche gravé du portail

Orientée vers l'Est, la façade principale est surmontée d'un vaste pignon à volutes revêtu d'un crépi clair, percé de quatre œils-de-bœuf et sur lequel empiète un fronton triangulaire en pierre. Celui-ci repose sur un avant-corps en grès encadré par deux hautes fenêtres pourvues d'arrière-voussures, semblables à celles des façades latérales. Tous ces éléments sont aisément reconnaissables sur la gravure de 1865 reproduite ci-dessus, à l'exception des volutes du pignon : les pans de la toiture y sont représentés droits.
Sous le fronton s'ouvre le portail principal, lui-même surmonté d'un larmier et d'une fenêtre plus petite. Le cartouche de la clé porte cette inscription gravée dans un phylactère : « ST. AURELIA MDCCLXV ». Également surmontées de linteaux en chapeau de gendarme, les portes latérales déclinent le même motif rappelant la date de construction de la nouvelle église (1765).

### Clocher
Situé à l'Ouest, le clocher est la partie la plus ancienne de l'édifice actuel, ses trois niveaux inférieurs, de style roman, datant du XIIe siècle. Les façades de l'étage inférieur sont crépies, à l'exception des angles en pierre taillée. Son socle présente une moulure à boudin et gorge. À l'exception d'une arcade, il reste peu de chose de l'ancien portail Ouest, aujourd'hui pourvu d'une simple porte métallique. Séparés par des bandeaux en grès, les étages comportent de petites fenêtres, mais certaines ont été bouchées.
De l'époque médiévale ne subsistent que les parties basses de la tour, où se trouve la sacristie, au Sud. Celle-ci renferme un placard qui utilise une niche creusée dans l'épaisseur du mur et dont la vieille porte comporte trois serrures. La sacristie est décorée de portraits de pasteurs peints à l'huile.

Vestiges de l'époque médiévale.
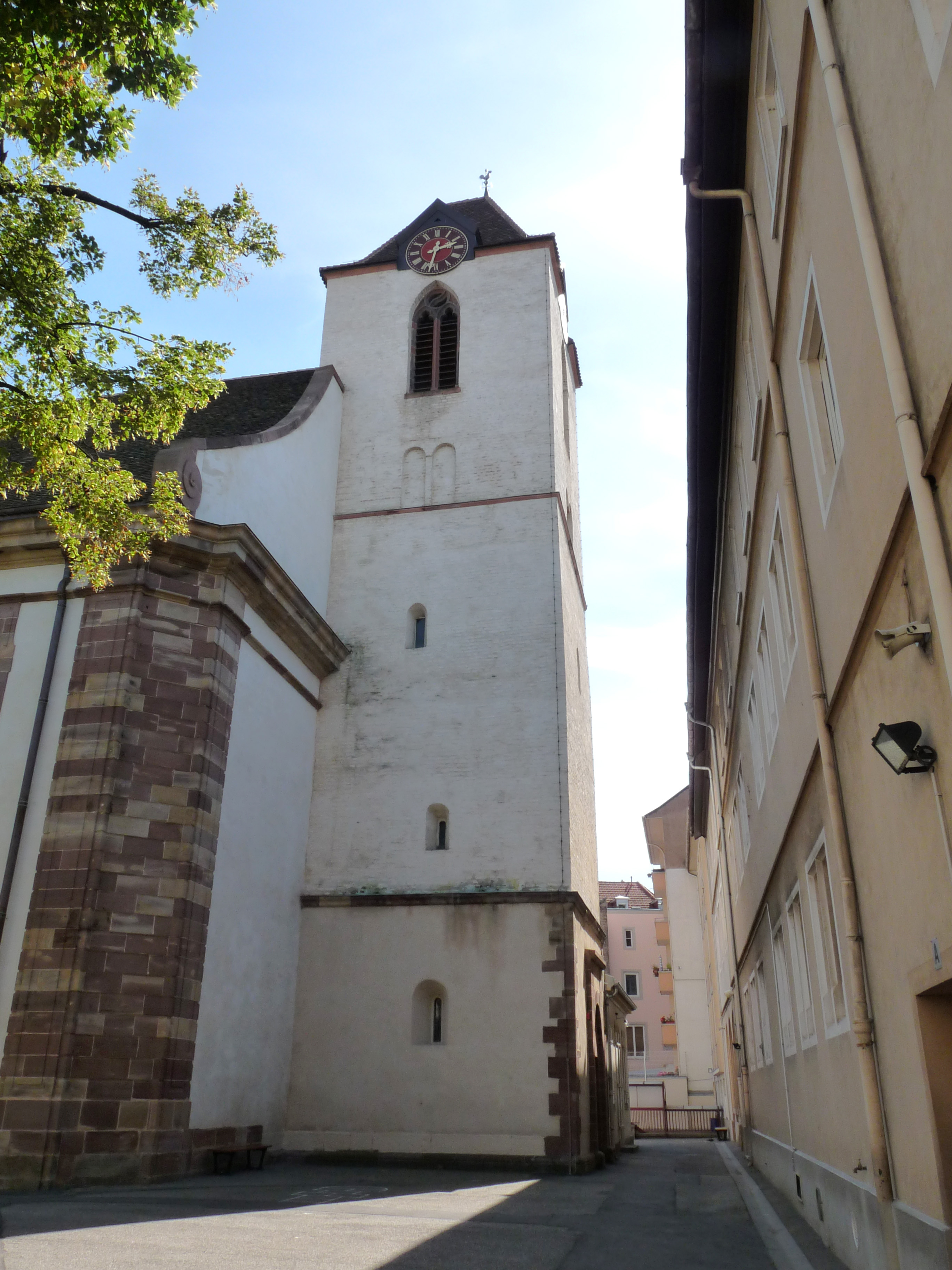
Ouvertures aux niveaux inférieurs.
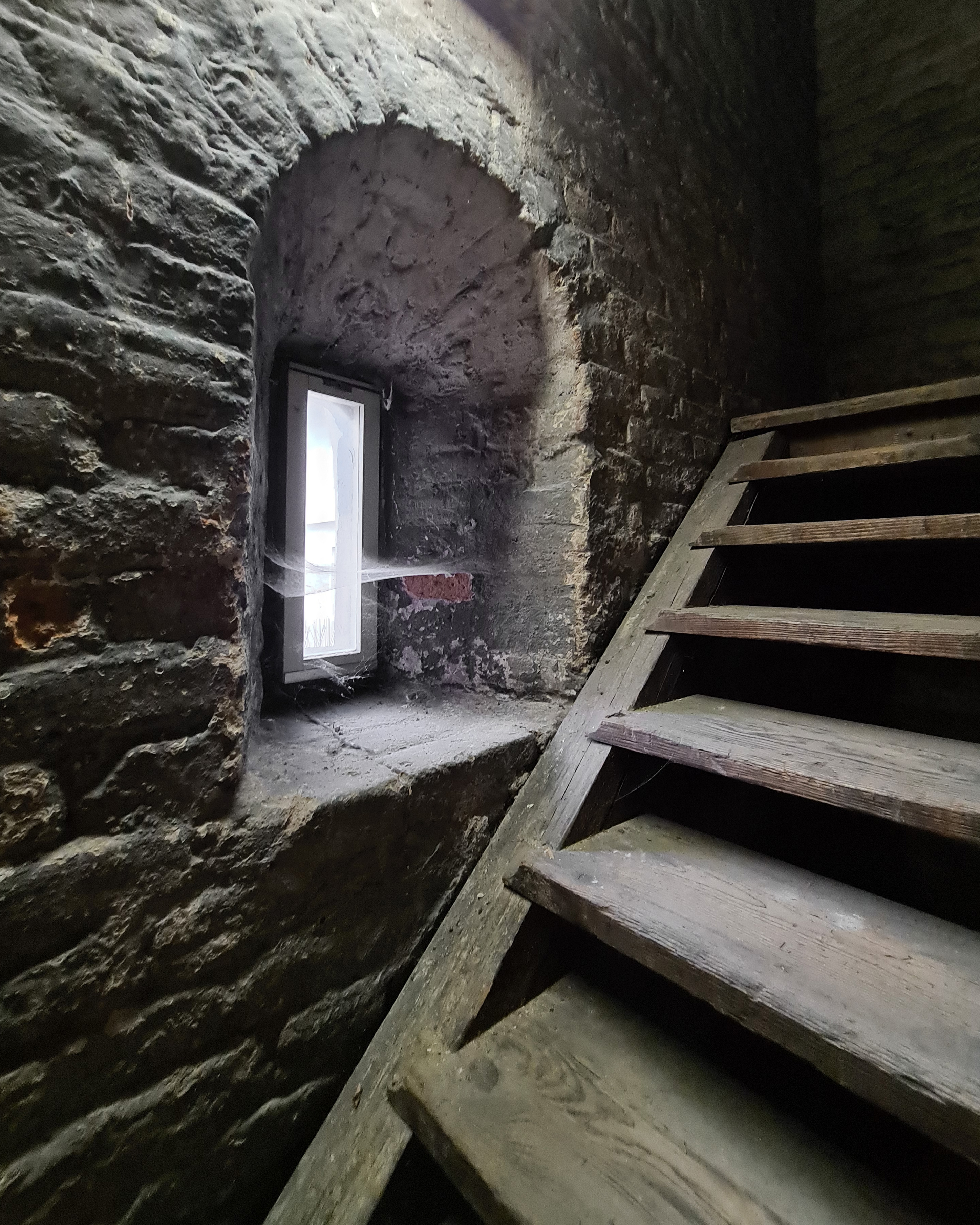
Fenêtre romane dans la montée de la tour.
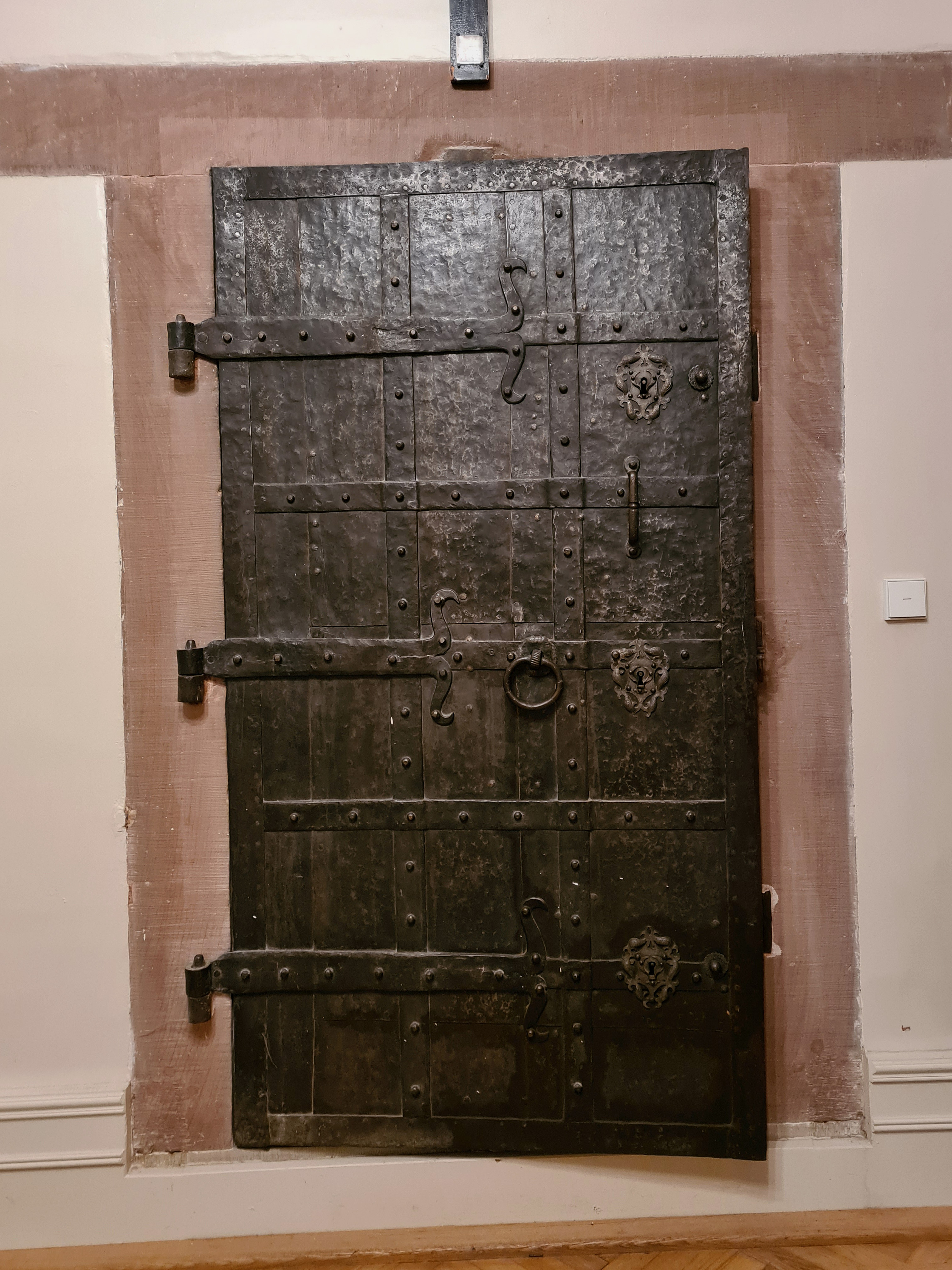
Porte ancienne dans la sacristie.
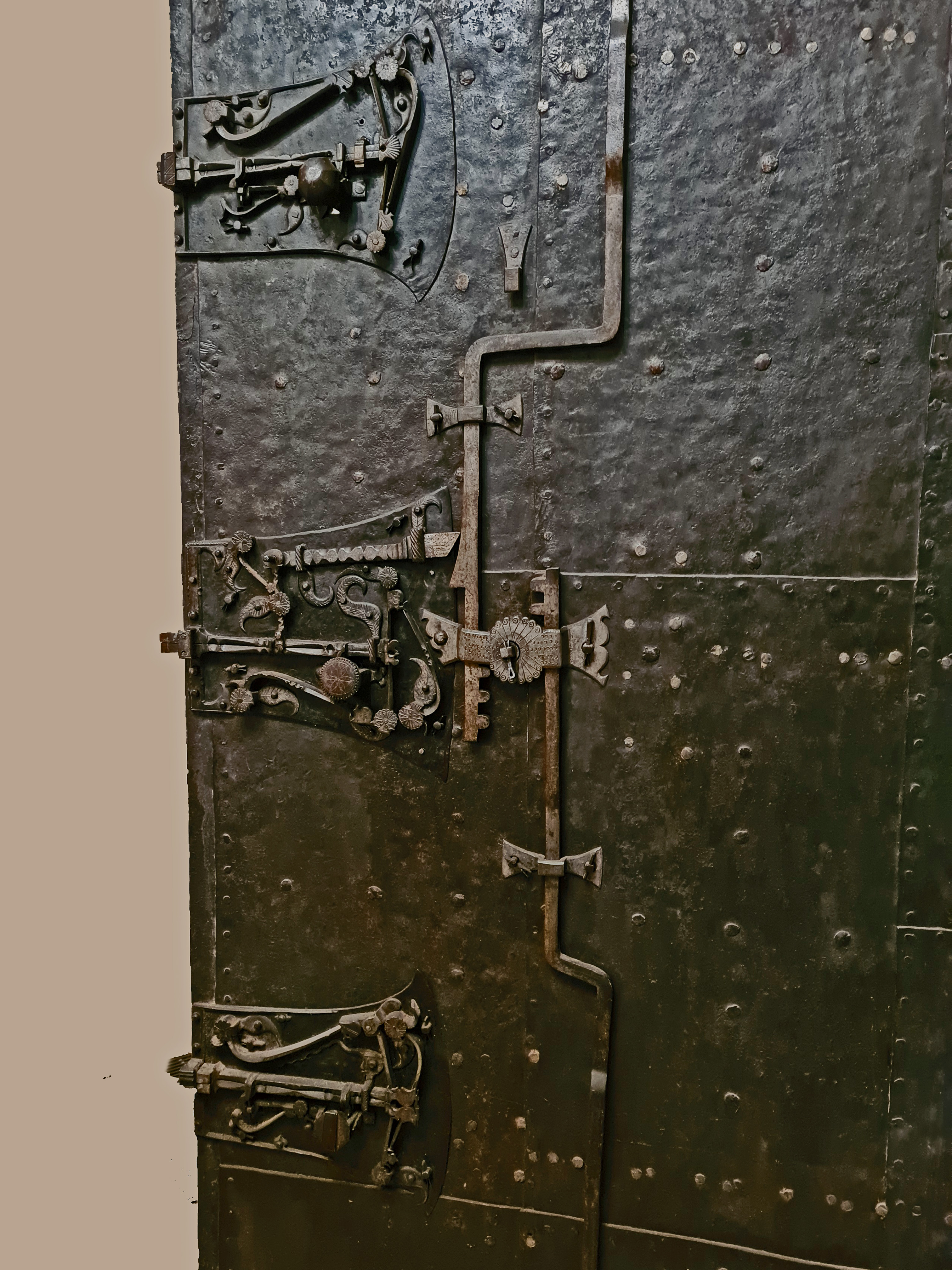
Détail des trois serrures.

Au XIVe siècle la tour fut surélevée d'un niveau pour y installer un beffroi doté de hautes fenêtres gothiques et dont le toit à quatre pans est couronné par un coq.

Celui-ci abrite la plus ancienne cloche datée de Strasbourg (1410), qui traversa la période révolutionnaire sans dommages. Elle pèse entre 24 et 25 Zentner – soit environ 120 kilos – et porte l'inscription latine suivante : 
« ++IhVS+XPS+MARIA+MATHEVS+MARCVS+LVCAS+JOAS
+ANNO+DNI+M+CCCC+X+FVSA+EST+HAEC+CANPANA »
Cette cloche n'était pas unique, des documents attestant l'existence de quatre cloches en 1754.

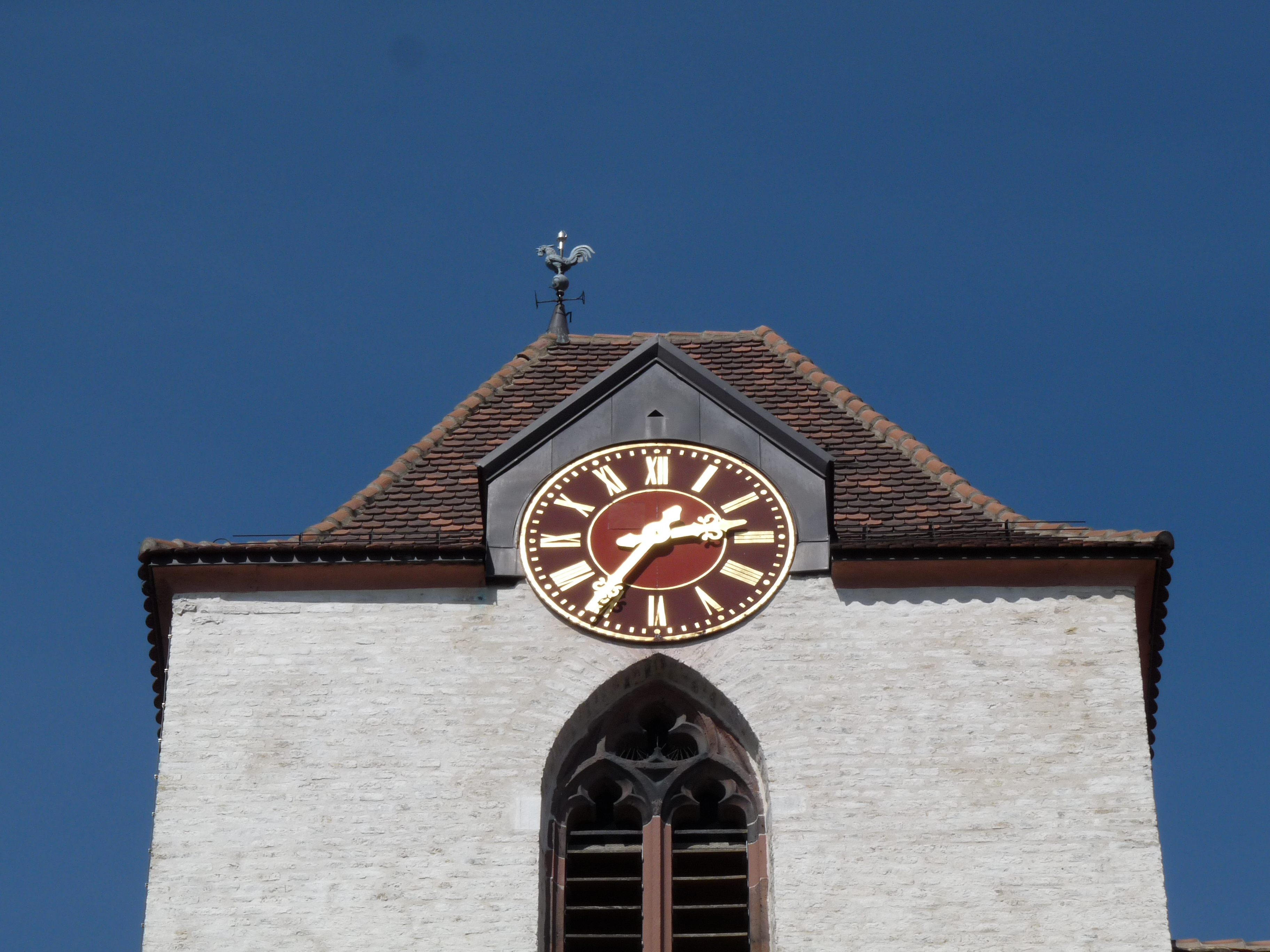
Horloge de Jean-Baptiste Schwilgué (1845)

En 1794, au moment de la Terreur, le clocher fut un instant menacé de démolition, au même titre que les autres clochers de la ville, et pour commencer – dans un premier projet – l'élégante flèche ajourée de la cathédrale Notre-Dame. En effet, le Jacobin Antoine Teterel, originaire de Lyon, y voyait une insulte au principe d'Égalité cher à la Révolution et une motion avait été déposée dans ce sens, qui ne fut pas suivie d'effet.
Une dizaine d'années après la consécration de la nouvelle église, en 1776, une nouvelle horloge avait été installée par Joh. Philipp Maybaum père et fils, mais l'horloge actuelle est celle construite en 1845 par Jean-Baptiste Schwilgué, alors au faîte de sa gloire après sa réalisation de la troisième horloge astronomique de la cathédrale Notre-Dame de Strasbourg. Elle a été restaurée au début des années 2000 et c'est aujourd'hui la dernière horloge de clocher de Schwilgué encore en état de marche à Strasbourg.

## Agencement intérieur

### Dimensions
Les dimensions de l’intérieur de l’église sont les suivantes
- longueur : 29 m
- largeur : 18 m
- hauteur : 12 m

### Autel et chaire à prêcher
Les archives de la paroisse révèlent que d'importants travaux de rénovation sont entrepris entre 1668 et 1671. Les murs extérieurs et intérieurs sont blanchis en 1668, et un menuisier nommé Hans Jakob Wildmann touche 42 florins en 1669 pour la fabrication de l'autel, alors que le tourneur sur bois Leonhard Zippel réalise gracieusement les colonnettes l'entourant. En 1670 le même Hans Jakob Wildmann reçoit 60 florins pour la réalisation de la chaire, tandis que le sculpteur sur bois Mathis Preis obtient pour son travail – qui inclut le pélican situé sous la cuve – une somme de 82 florins et 5 schillings.
Peints en blanc et or, l'autel et la chaire proviennent donc de l'ancienne église. En 1865, à l'occasion de la célébration du centenaire de l'inauguration de l'église, l'autel et la chaire sont entièrement repeints.
Tous deux sont classés au titre d'objet par les Monuments historiques le 28 mars 1979.
D'importants travaux de restauration sont menés à partir du début des années 2000 jusqu'en 2014. En même temps la configuration de l'espace est modifiée, notamment pour permettre la tenue d'événements culturels. Désormais mobile, l'autel ne se trouve plus nécessairement sous la chaire.

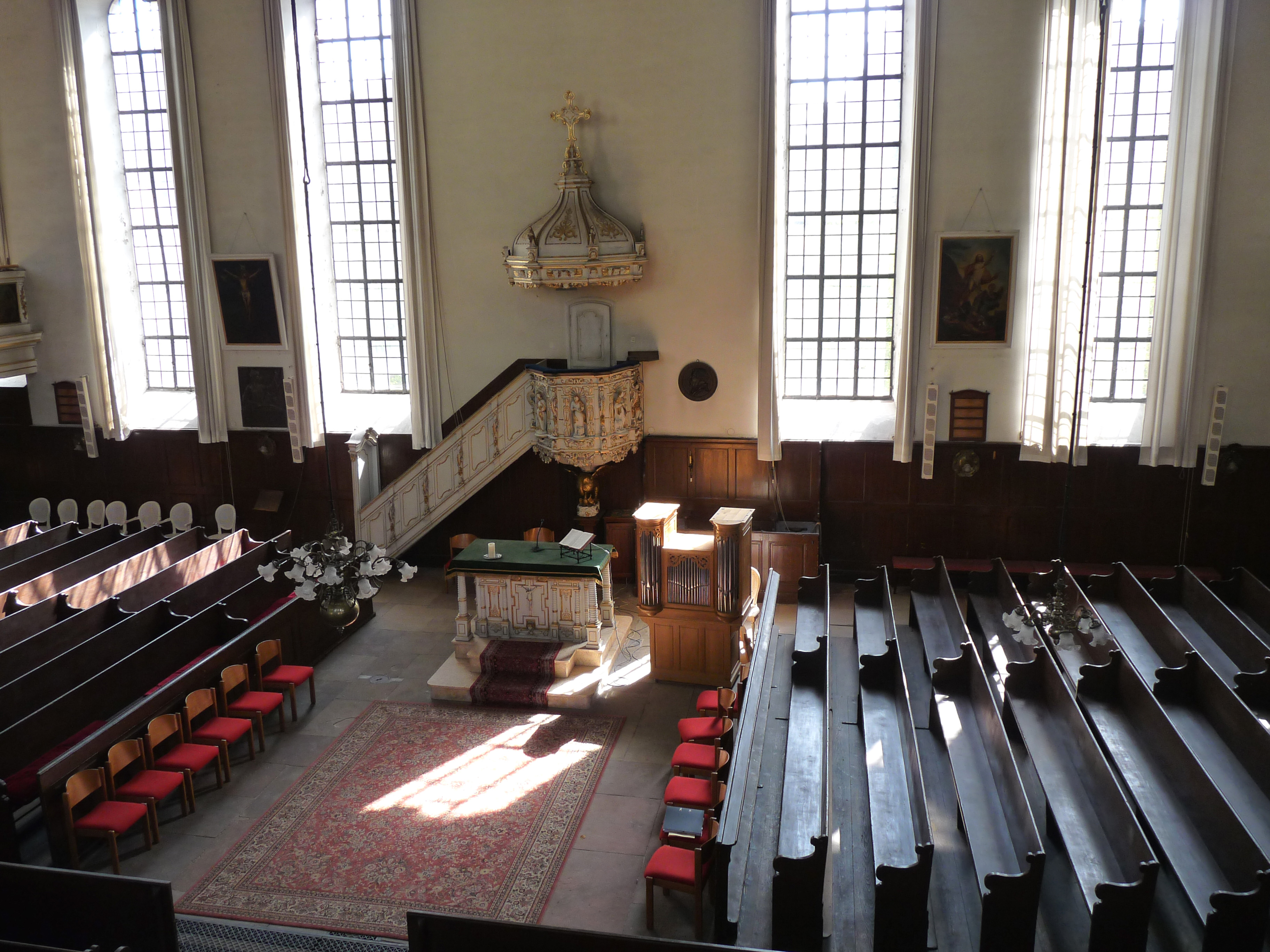
Autel sous la chaire : configuration en 2010.
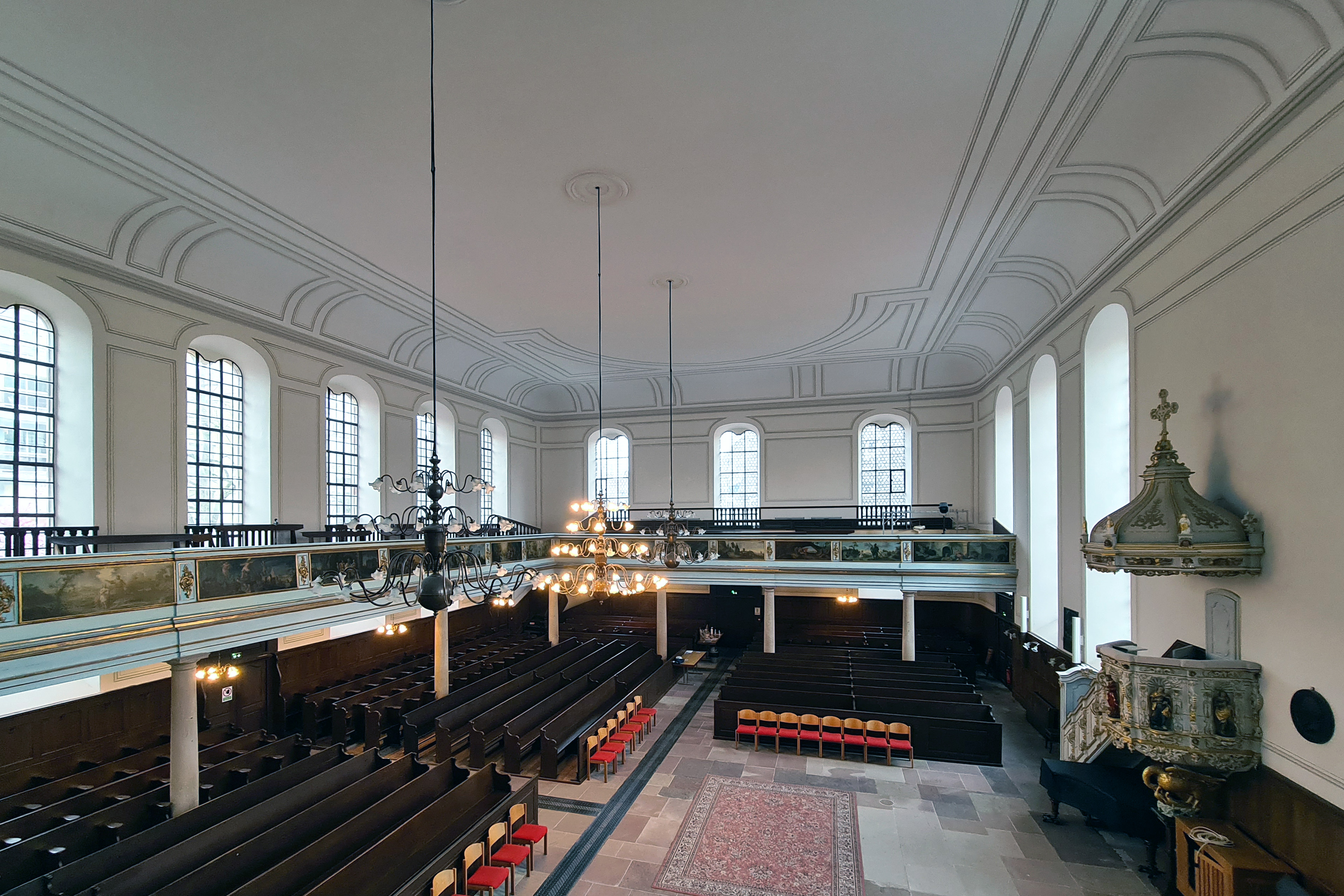
Espace central dégagé et absence de l'autel (2022).

#### Autel
L'autel rectangulaire baroque qui « tient à la fois de la table à quatre pieds et de l'autel-armoire », est doté de 16 colonnettes tournées. Sa face principale est décorée d'un crucifix et de têtes d'angelots, dont la restauration a montré la qualité de la polychromie d'origine.
L'autel, qui se trouvait sur une estrade sous la chaire, est désormais doté d'un dispositif à roulettes qui permet de le déplacer, notamment lors de concerts dans l'espace central.

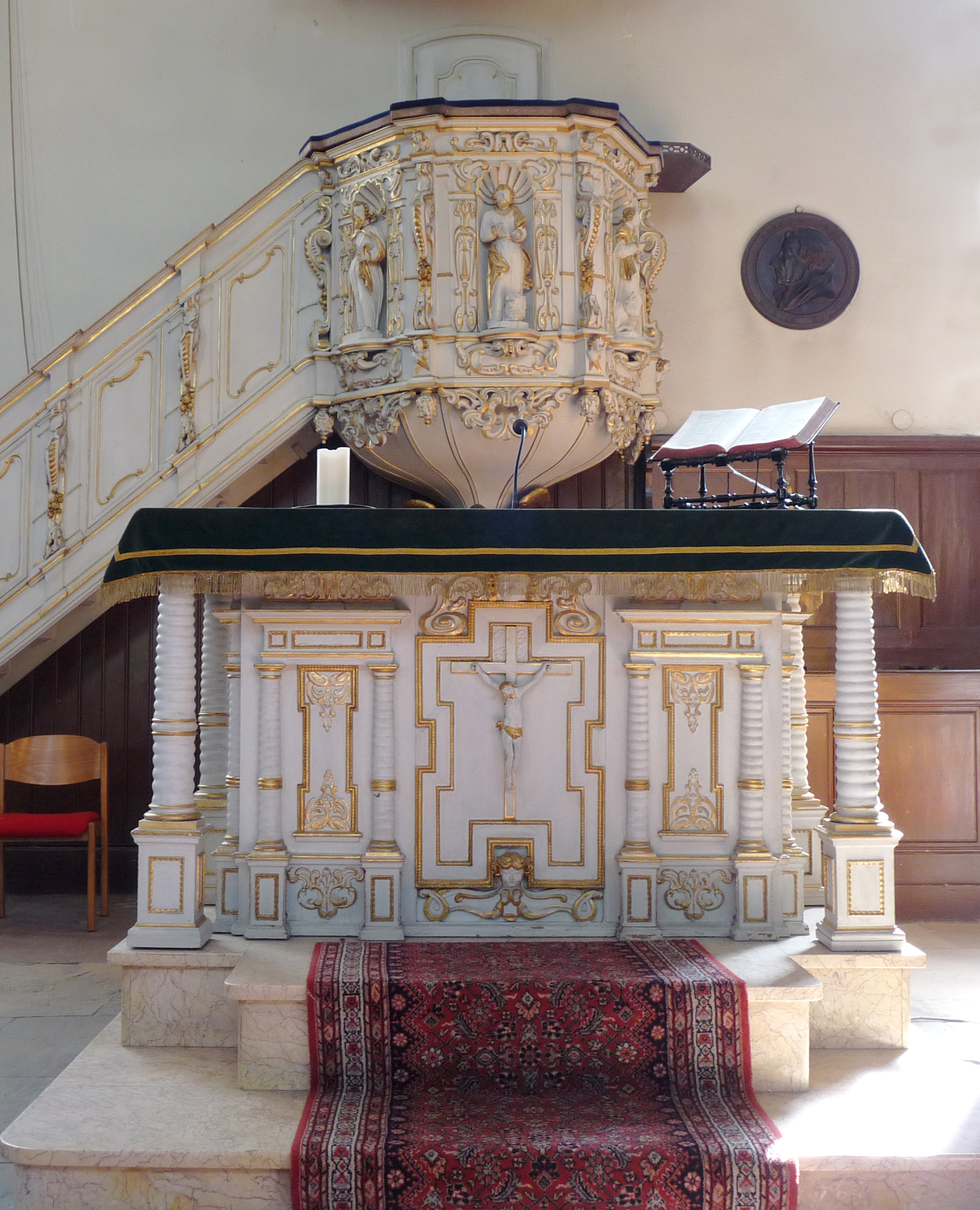
L'autel, surélevé, sous la chaire (2010).
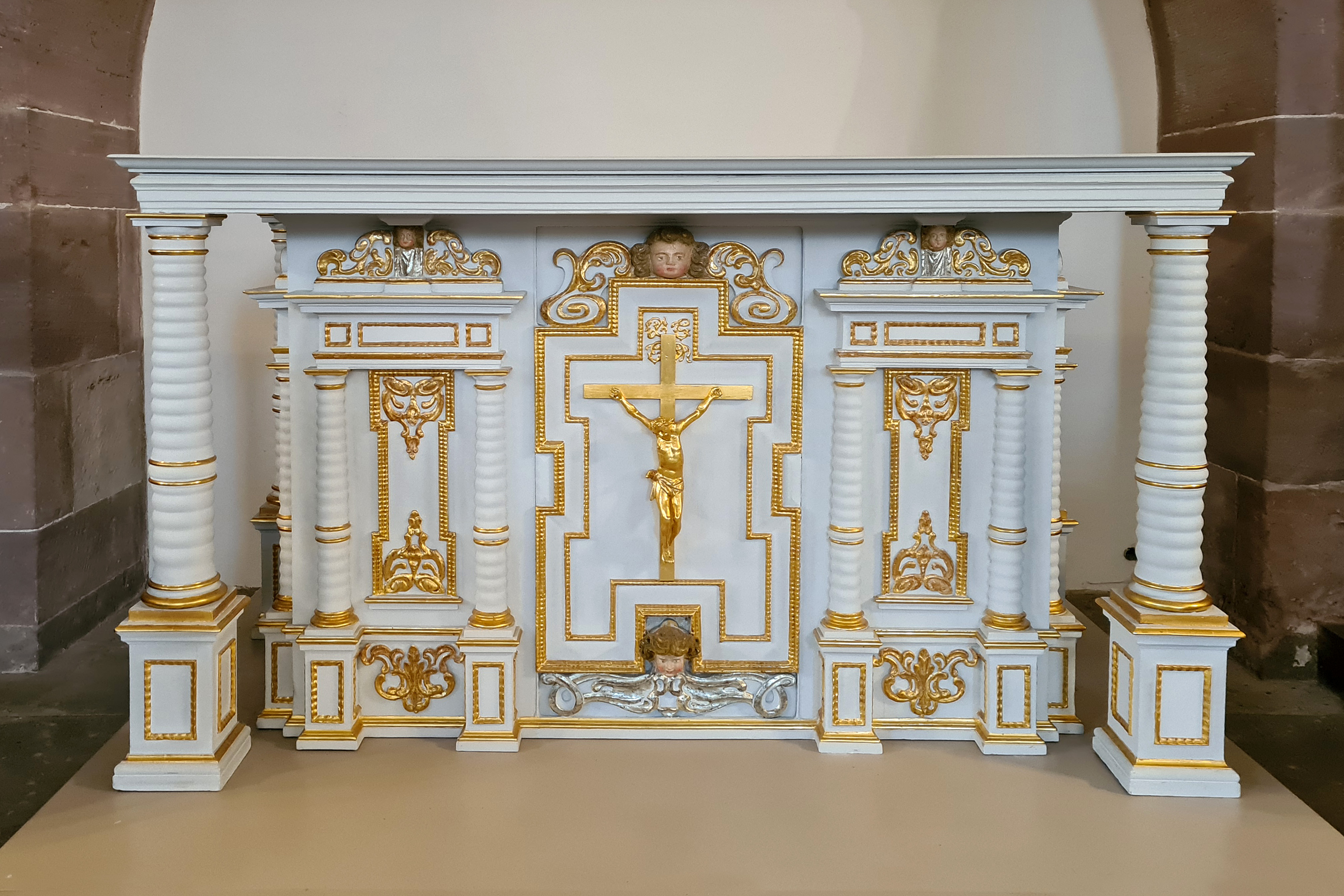
Autel restauré, avec socle fermé (2022).
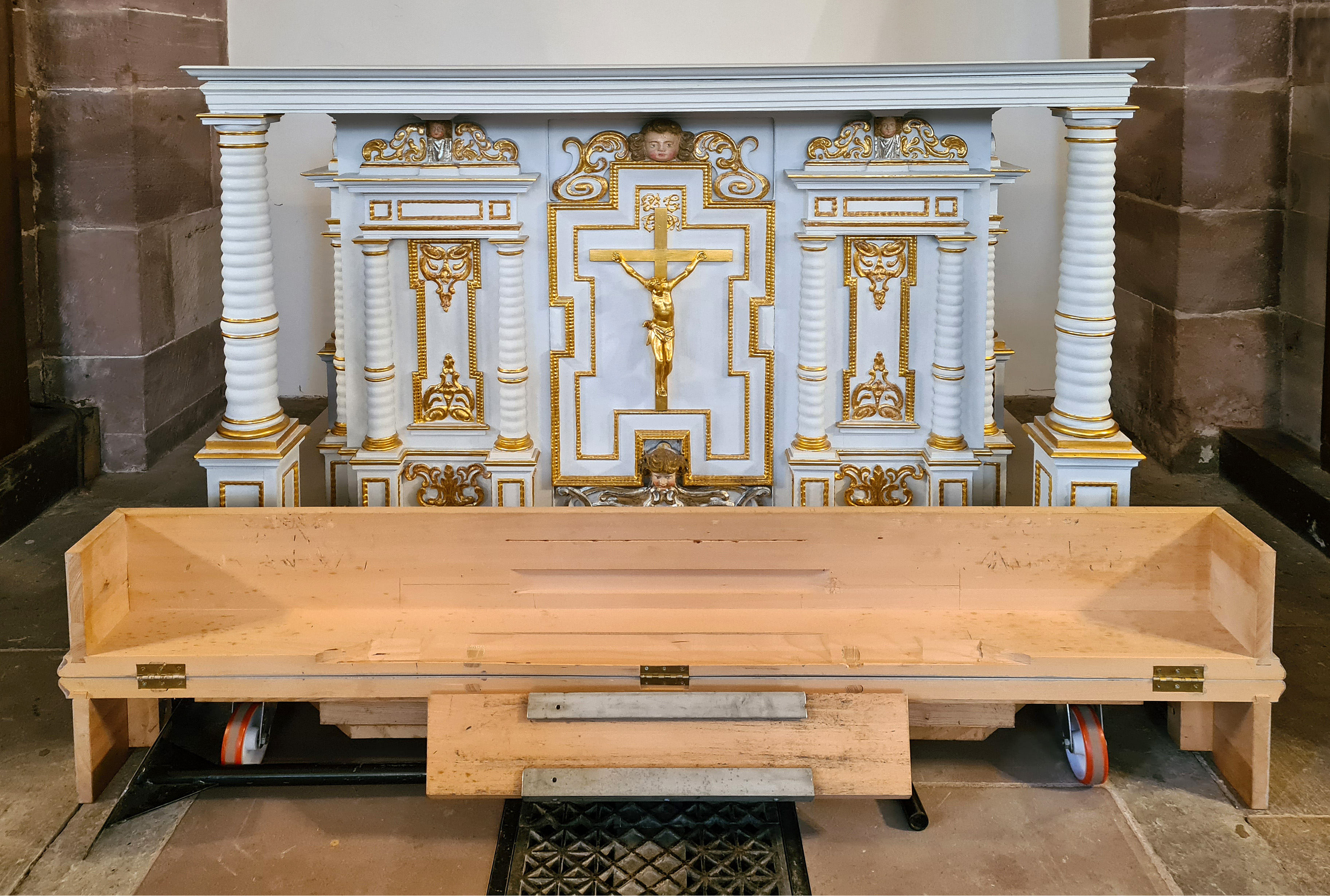
Dispositif à roulettes, ouvert (2022).

#### Chaire
De style cartilage, la cuve de la chaire suspendue est entourée de niches abritant les quatre Évangélistes et leurs symboles : l’ange pour Matthieu, le lion pour Marc, le taureau pour Luc, l’aigle pour Jean. Comme à l'église Saint-Guillaume de Strasbourg, elle est portée par un pélican nourrissant ses petits de son propre sang, conformément à l'iconographie chrétienne occidentale symbolisant le sacrifice du Christ.

Les travaux contemporains de restauration ont permis à la chaire de retrouver sa polychromie d'origine et les nuances d'or et d'argent des XVIIe et XVIIIe siècles. 

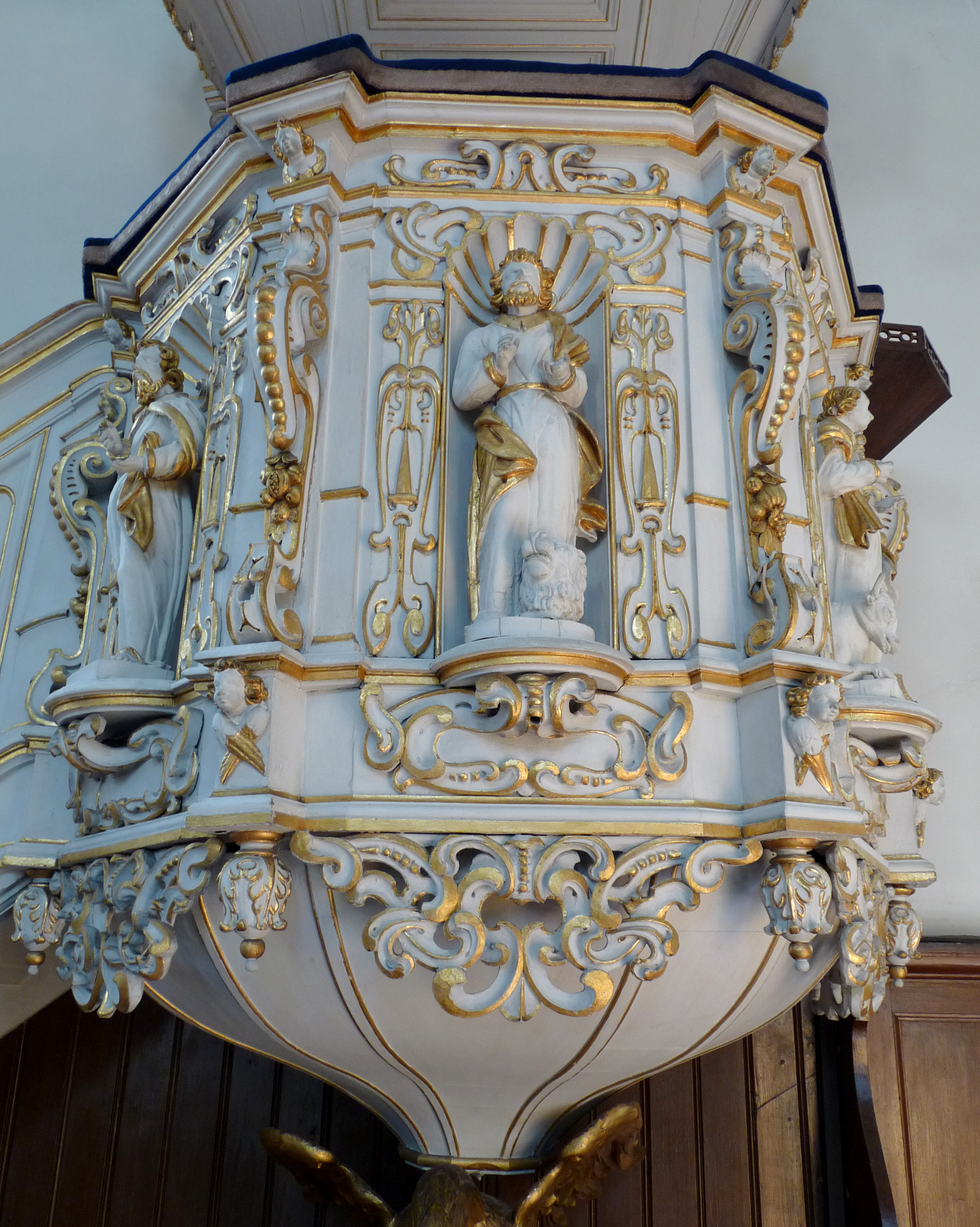
Cuve de la chaire, de face (2010).
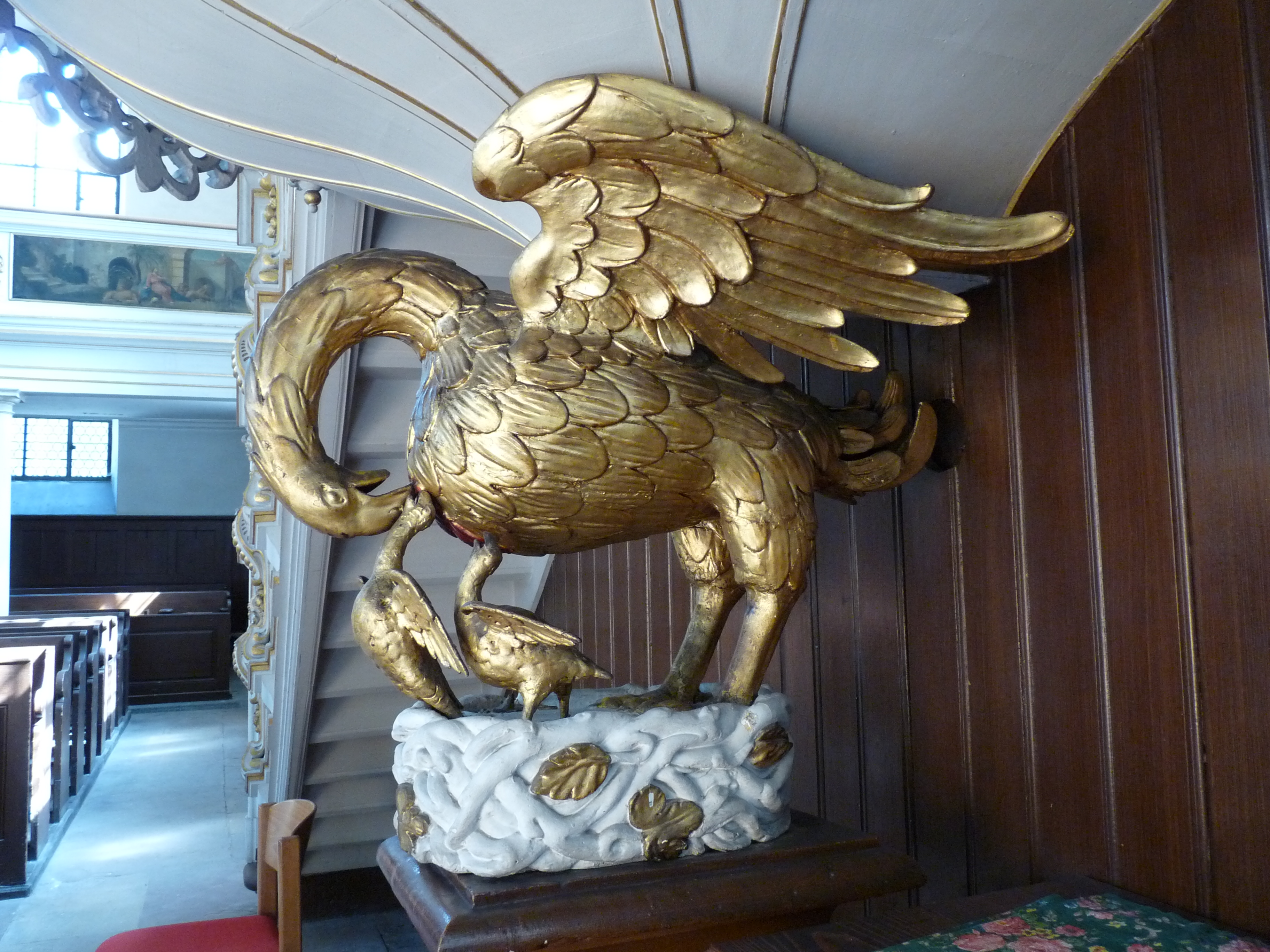
Pélican soutenant la cuve (2010).
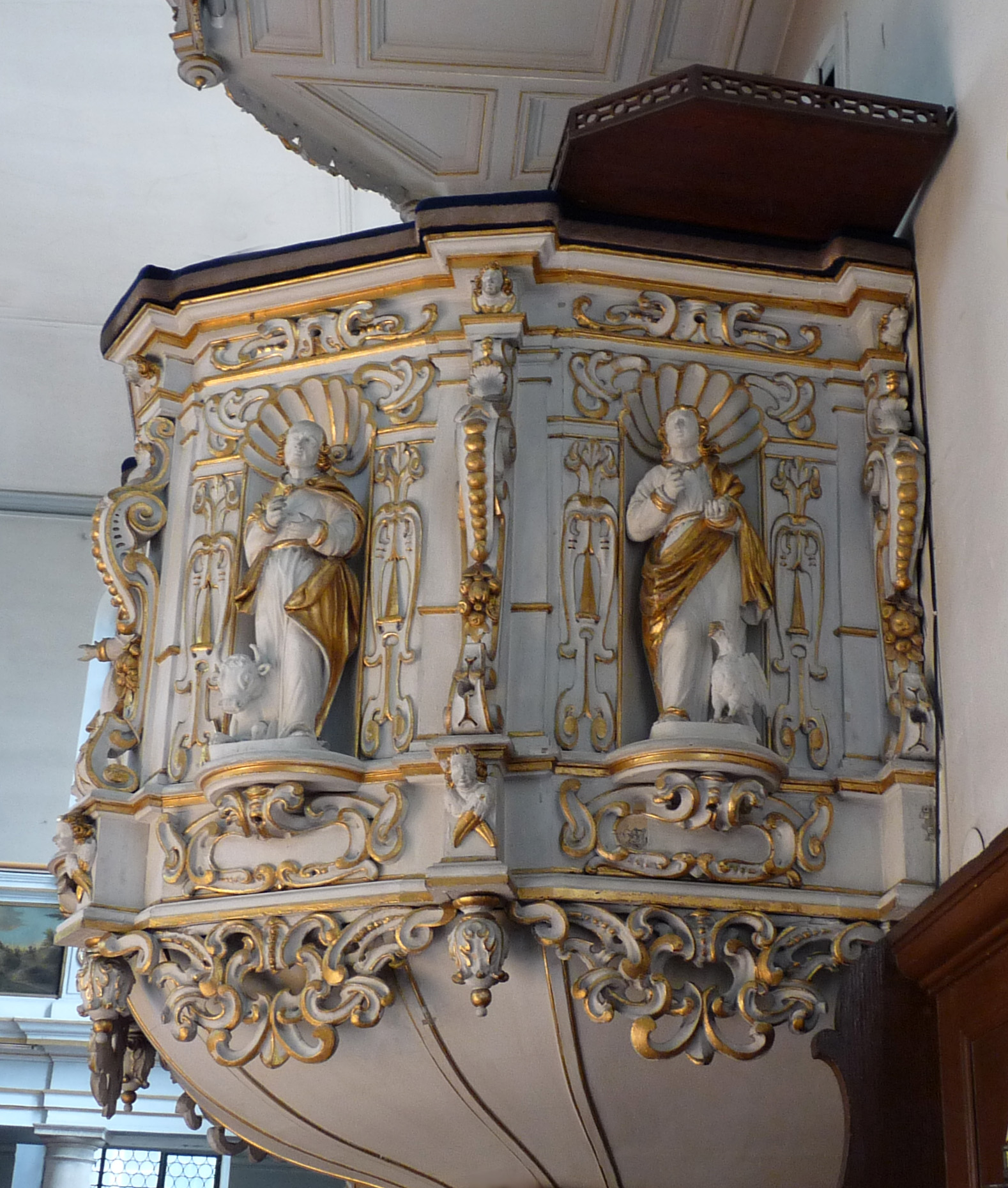
Les Évangélistes (2010).
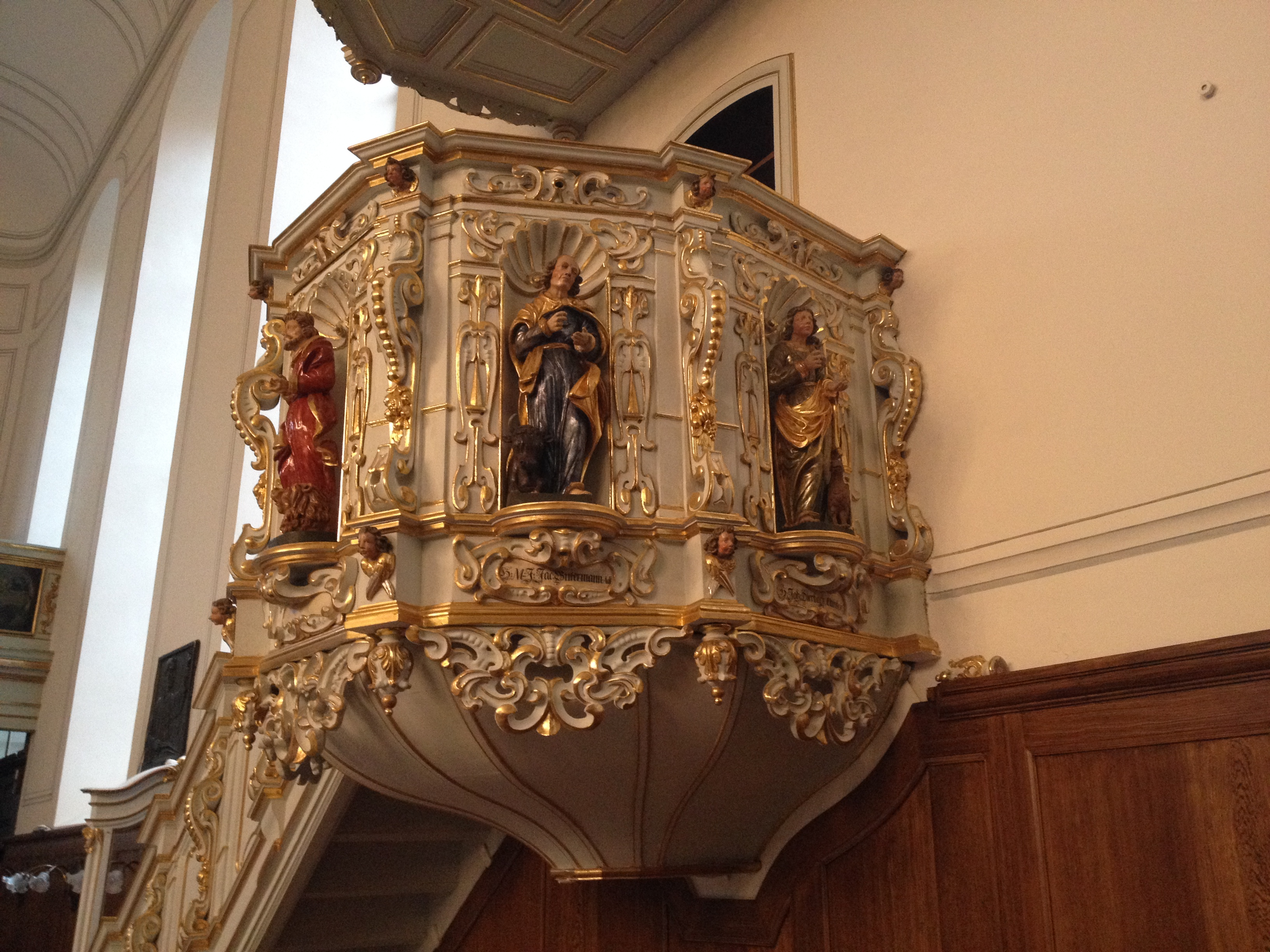
Les Évangélistes (polychromie après restauration, 2014).

### Orgues

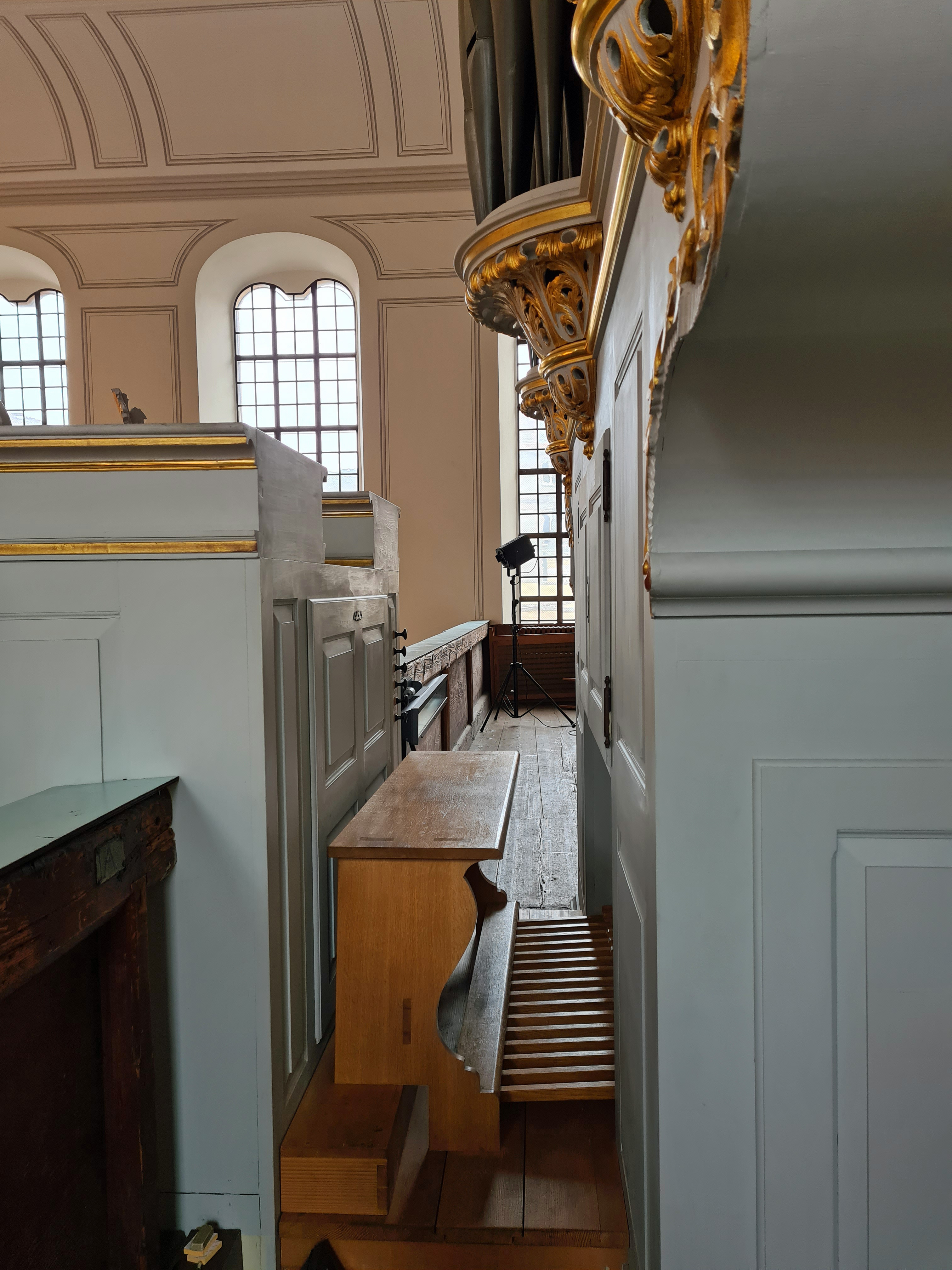
Pédalier.
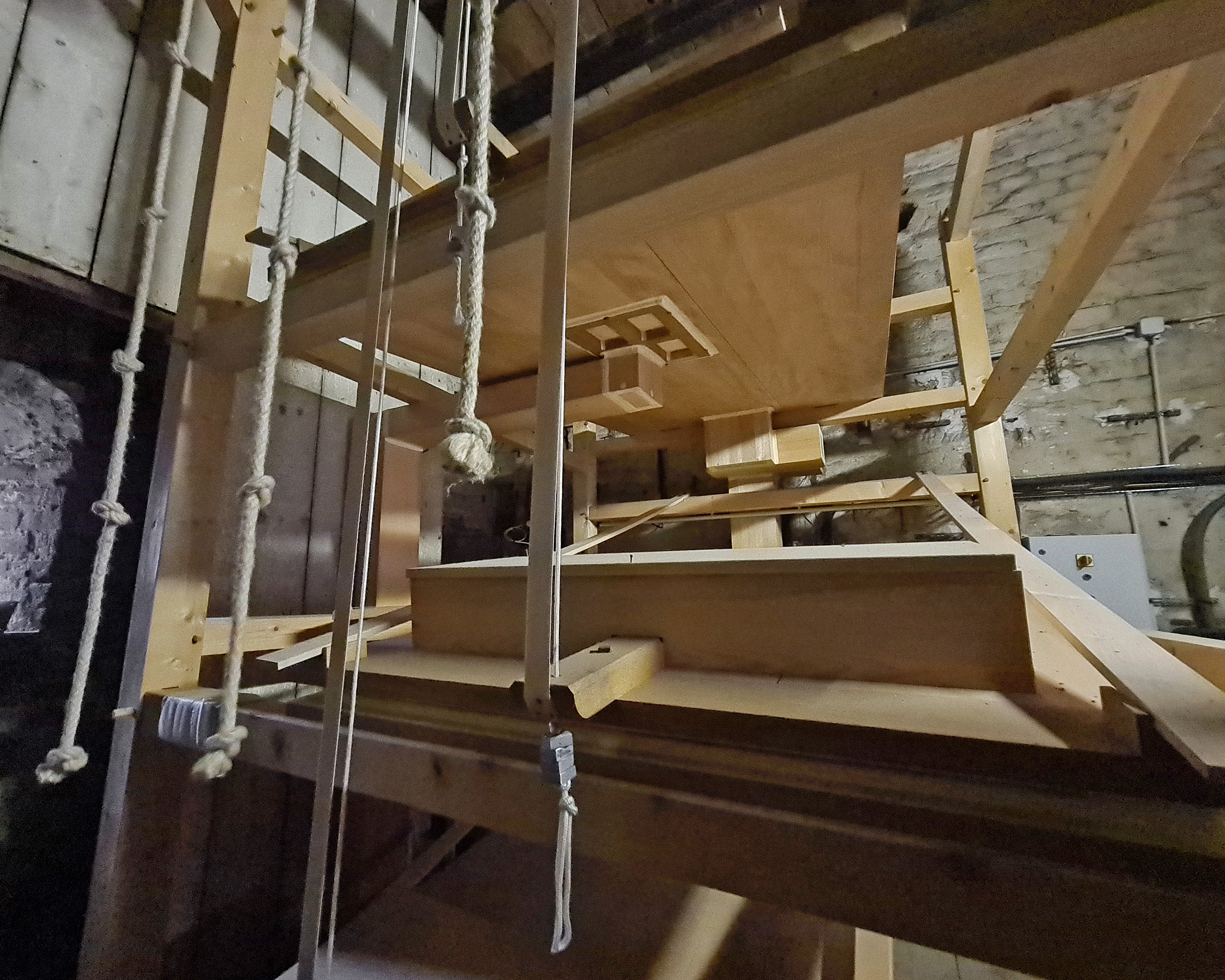
Soufflets.

La présence d'un orgue dans l'ancienne église est attestée par plusieurs auteurs. Selon Vogeleis, Dietrich Wagner – lui-même facteur d'orgues – y était organiste en 1604. Quant à Lobstein, il recense 25 organistes entre 1604 et 1778, dont 13 au XVIIe siècle.

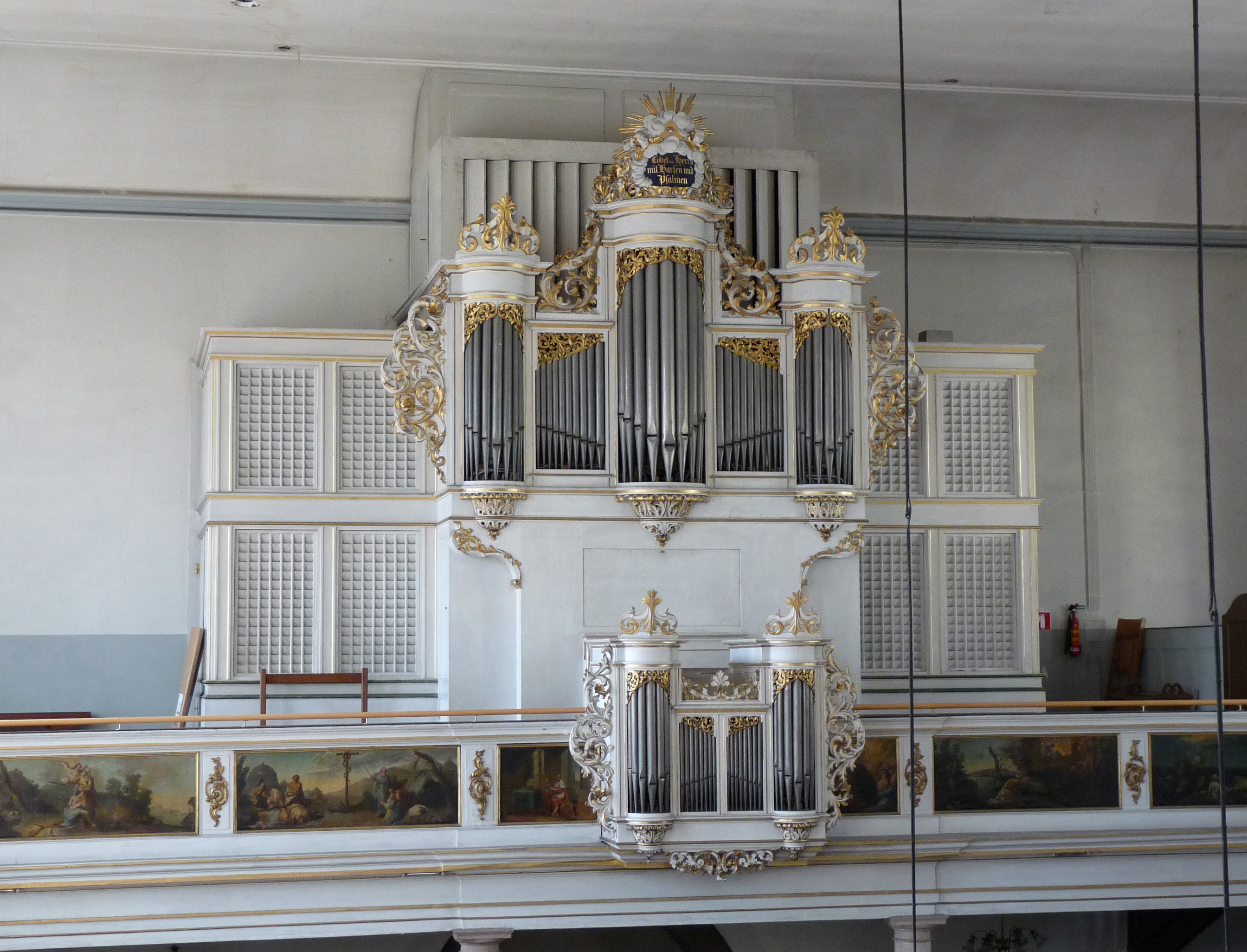
L'orgue conçu par André Silbermann (état en 2010).

L'orgue principal est achevé le 22 mai 1718 par André Silbermann, originaire de Saxe et installé à Strasbourg. À l'origine il est doté de deux claviers et dix-sept jeux. Dans l'intervalle l'instrument a fait l'objet de nombreuses transformations. Au moment de la construction de la nouvelle église en 1765, l'orgue y est transféré par le fils aîné de Silbermann, Jean-André Silbermann, qui l'avait déjà complété de 3 jeux en 1762.
Afin de l'harmoniser avec l'autel et la chaire, le buffet est peint à son tour en blanc et or en 1790, tandis qu'un décor de feuillages rehaussé d'or souligne tous les éléments sculptés. Dans l'Alsace du XVIIIe siècle, un tel buffet peint reste exceptionnel.
En 1911 l'instrument est pneumatisé par Dalstein-Haerpfer, le Positif devient postiche et le nombre total de jeux est porté à 33.
C'est sur cet instrument qu'Albert Schweitzer enregistre des œuvres de Bach et César Franck pour Columbia Records en 1936.
En 1952 l'église est dotée d'un orgue mécanique neuf conçu par Ernest Muhleisen. De la réalisation de Silbermann il ne subsiste alors que le buffet et sept de ses jeux. 
En 1997 le buffet fait l'objet d'un classement au titre des Monuments historiques, la partie instrumentale à son tour en 2000. Cette double reconnaissance favorise un projet de restitution de l'orgue Silbermann à son état d'origine. Démonté en 2011, sa restauration s'achève au printemps 2015. Les parties anciennes des buffets, très altérées, en particulier toute l'ornementation, sont consolidées, les lacunes comblées. Un important travail de recherches auprès d'autres orgues de Silbermann ont été nécessaires pour reconstituer et compléter la boiserie. Tous les éléments ont ainsi pu reprendre leur place d'origine et leurs proportions initiales. Le buffet d'orgue avait subi de nombreuses transformations. Initialement en bois ciré, il avait été peint dans les tons blanc et or en 1790, mais une étude stratigraphique menée en 2002 révèle une dizaine de couches superposées. L'ensemble est remis en peinture et doré à l'or fin à 24 carats, conformément à l'état de 1718. 

Buffet de l'orgue principal restauré (état en 2022)
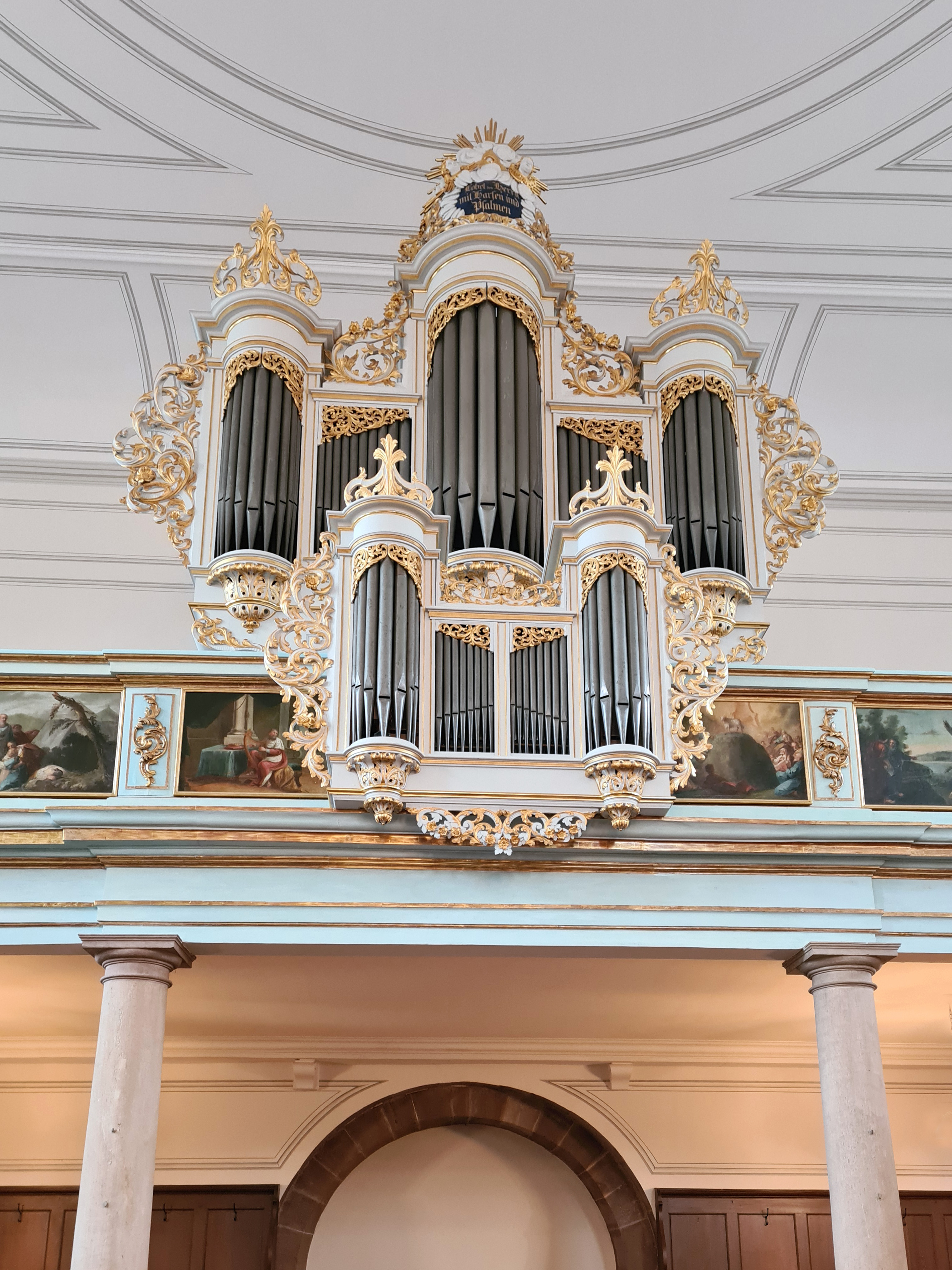
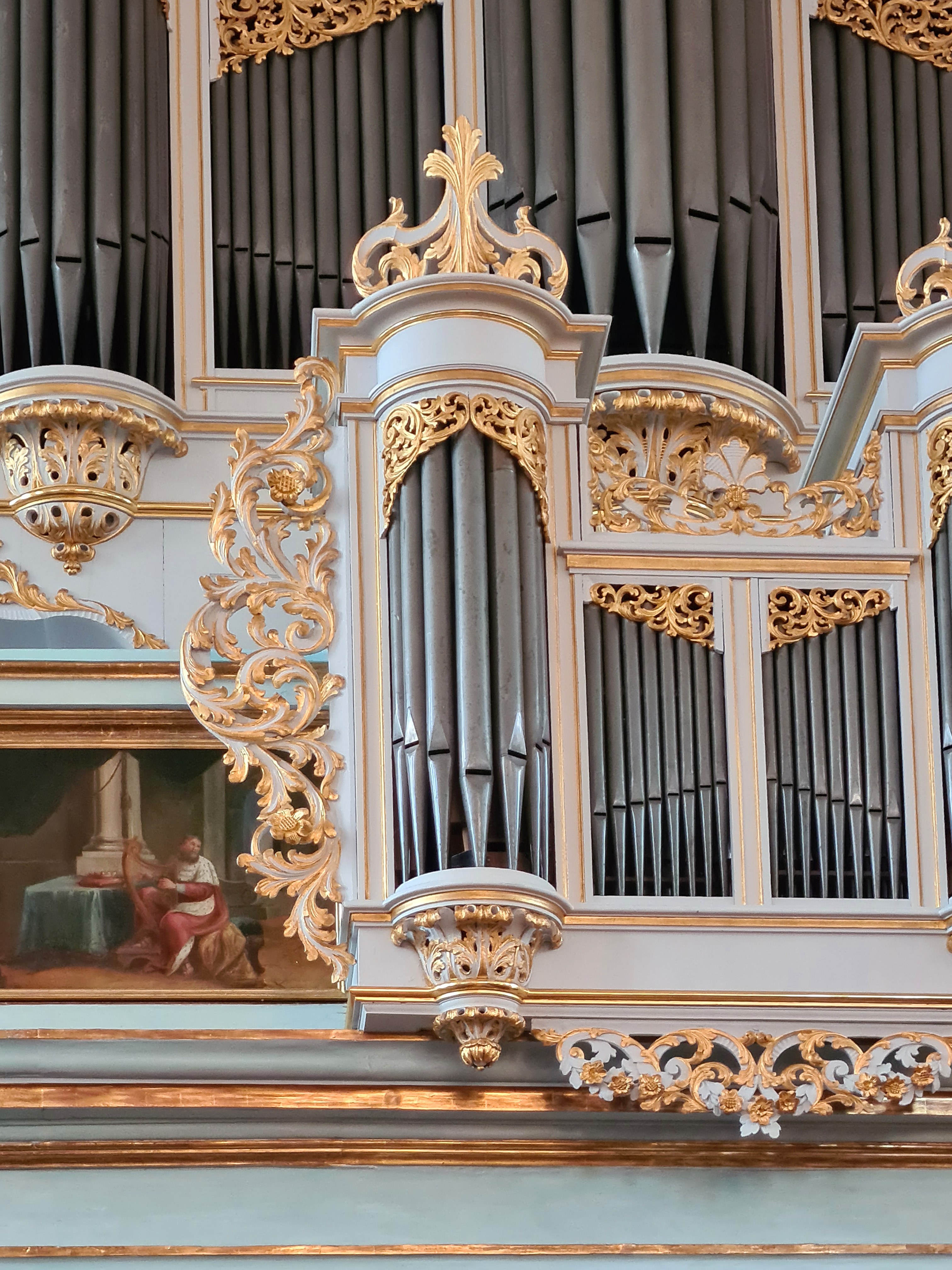
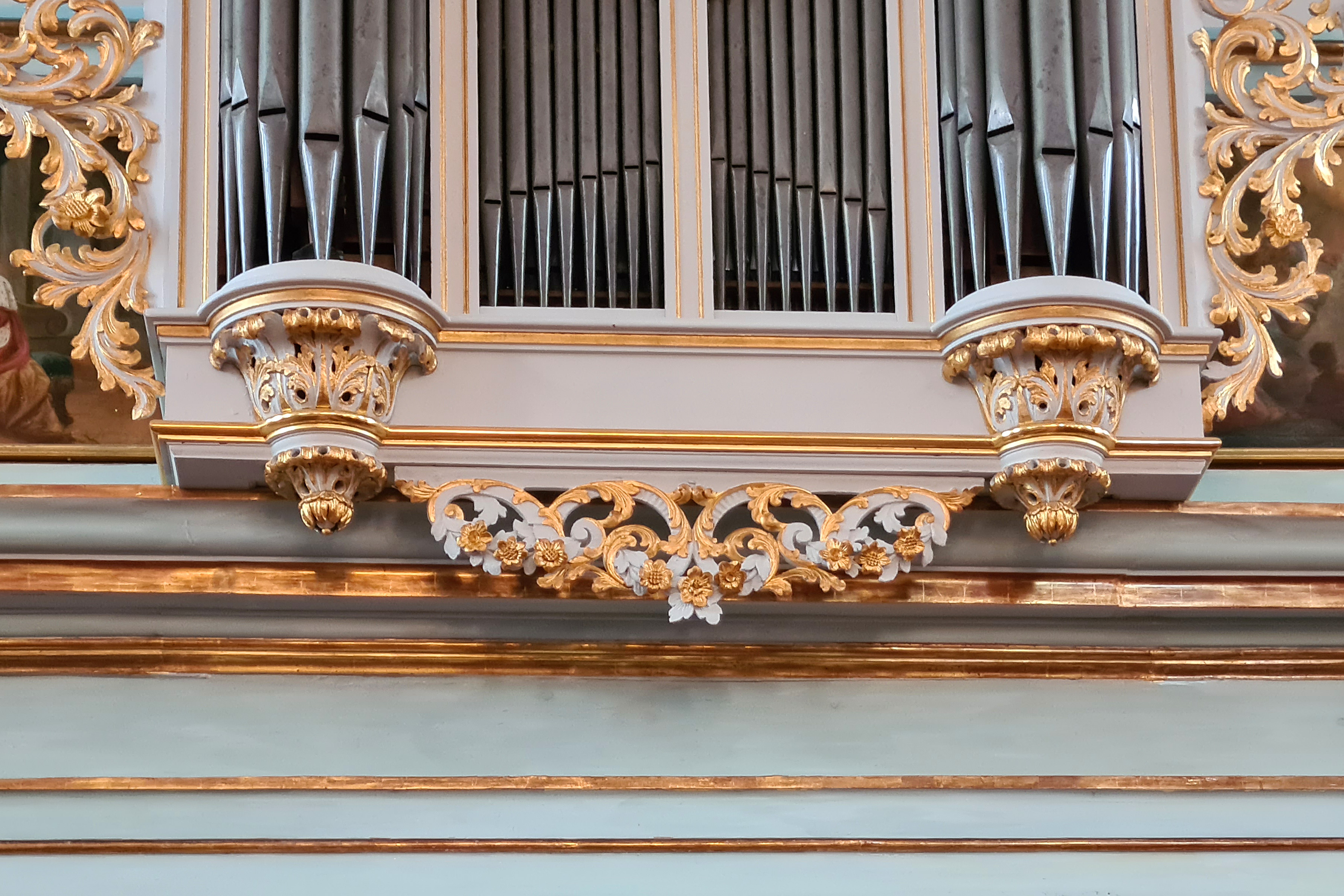
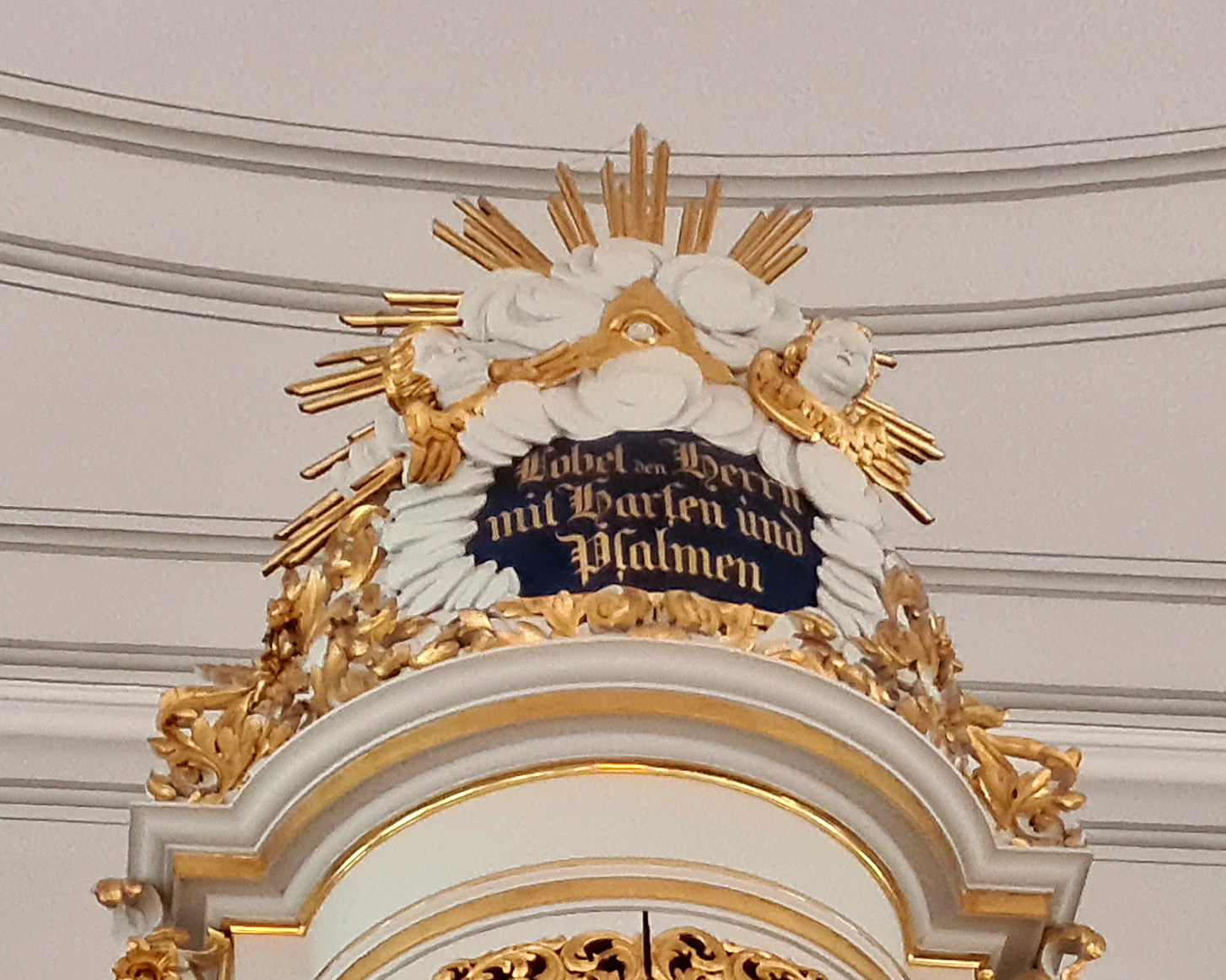

L'instrument est doté d'une console et d'une mécanique neuves. Le pédalier s'inspire de celui conservé dans l'orgue de l'abbaye Saint-Étienne de Marmoutier. Tous les sommiers sont reconstitués. Trois grands soufflets cunéiformes en sapin se superposent dans le clocher situé derrière l'orgue. Ils peuvent être utilisés selon trois modes différents : tirés à la main, remplis par un ventilateur électrique ou actionnés par des robots. La tuyauterie est également restaurée, mais seuls 520 tuyaux des 1 139 de 1718 (soit environ 46 %) étaient conservés. Les éléments manquants, notamment les tuyaux en bois, sont en copie stricte des anciens.
- Pédalier.
- Soufflets.

| I. Positif (49 notes, C-c''')                                               | II. Grand-Orgue (49 notes, C-c''') | Pédale 27 notes (C-d')                     |
| --------------------------------------------------------------------------- | --- | ------------------------------------------ |
| Bourdon 8 Prestant 4 Nasard 2 2/3 Doublette 2 Tierce 1 3/5 Fourniture 3 rgs | Montre 8 Bourdon 8 Prestant 4 Flûte 4 Quinte 2 2/3 Doublette 2 Tierce 1 3/5 Cornet 5 rgs Fourniture 3 rgs Cymbale 3 rgs Voix humaine 8 | Soubasse (de) 16 Octavebasse 8 Trompette 8 |

Un petit orgue de chœur Positif, doté de roulettes, est construit par le facteur Alfred Wild en 2001.

### Panneaux peints
Le garde-corps des tribunes est habillé de 23 toiles peintes de format oblong, livrées en 1767 par le peintre et doreur strasbourgeois Pierre-Joseph Noël, représentant un cycle de scènes bibliques : 14 épisodes de l'Ancien Testament sur les retours de la tribune à l'Est et à l'Ouest et, au centre, 9 scènes du Nouveau Testament sur le côté Nord face à la chaire. 
Dans l'ordre, de gauche (orgue) à droite, les scènes suivantes sont représentées :
1. La chute d’Adam et d’Eve
2. Le sacrifice d’Isaac
3. Le serpent d’airain
4. David jouant de la harpe

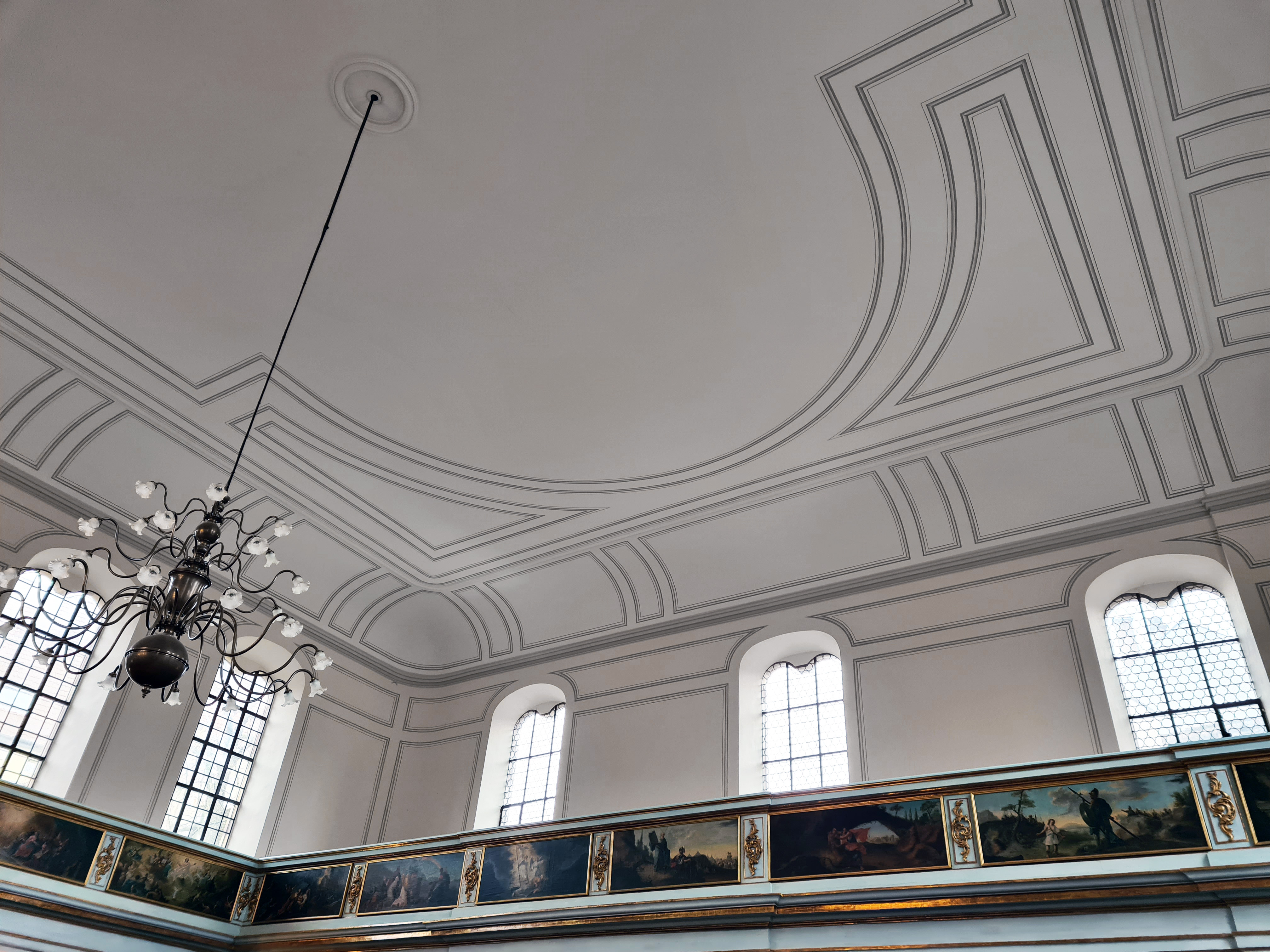
Scènes bibliques sur les tribunes et plafond restaurés.

5. L’hymne à l’Agneau, selon l’Apocalypse de Saint Jean
6. Elie montant au ciel dans un char de feu
7. Jonas et la baleine
8. L’Annonciation
9. La naissance de Jésus
10. Le baptême de Jésus
11. La crucifixion
12. La mise au tombeau
13. La Résurrection
14. L’Ascension
15. La Pentecôte
16. Le Jugement Dernier
17. L’arche de Noé
18. L’arc-en-ciel, image de l’Alliance de Dieu
19. L’échelle de Jacob
20. Moïse et les Tables de la Loi
21. Samson et le lion
22. David et Goliath
23. Daniel dans la fosse aux lions

La teinte bleu-vert des garde-corps, caractéristique de l'atmosphère du XVIIIe siècle, a été restituée. La restauration de l'ensemble, ainsi que le rafraîchissement des murs et du plafond, ont été achevés en 2014. Le plafond à adoucissement, longtemps blanc, a retrouvé les motifs au trait, de forme géométrique, visibles sur une photographie de 1900.

### Plaques
L'ameublement intérieur comporte également quelques tableaux et plaques de bronze. Le réformateur Martin Bucer y est particulièrement à l'honneur, avec notamment un médaillon à son effigie apposé à droite de la chaire, identique à celui de l'église Saint-Thomas de Strasbourg, réalisé par Johannes Riegger à partir d'une médaille frappée par Friedrich Hagenauer en 1543. À gauche de la chaire, une plaque de bronze exécutée en 1929 par le sculpteur strasbourgeois Albert Schultz (1871-1953) montre Martin Bucer prêchant devant ses fidèles.

## Liste des pasteurs depuis 1709

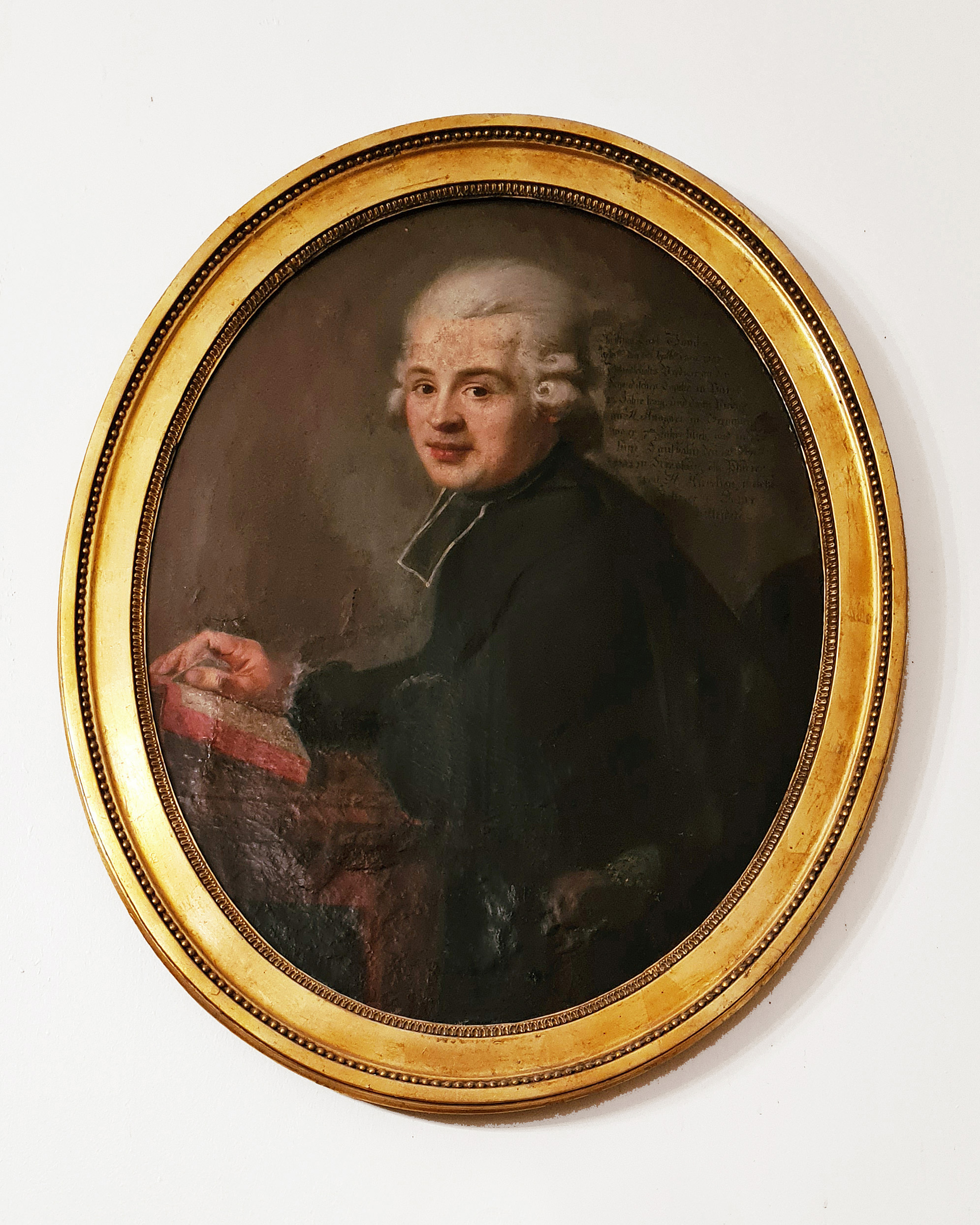
Charles Christian Gambs (1814-1822).

Au cours des travaux de restauration, la mention des pasteurs successifs a été découverte sur la cuve, dans une ouverture laissée visible sous l'escalier, à titre archéologique.
- Johann-Jakob Ehrlen 1709-1730[62]
- Julius-Fridericus Wild 1730-1754
- Johann-Konrad Christen 1754-1757
- Johann-Michel Eberlin 1757-1760
- Johann-Daniel Kolb 1760-1766
- Paul-Friederich Schübler 1766-1780
- Johann Herrenschneider 1780-1800
- Johann Bein 1800-1823
- Charles Christian Gambs 1814-1822
- Christian-Théophile Kopp 1823-1836
- Auguste-Guillaume Schmidt 1836-1871
- Auguste Kromaier 1872-1896
- Émile Schweitzer 1897-1915
- Arnold Jaeger 1898-1922
- Fernand Ménégoz 1915-1919
- Christian Brandt 1920-1960
- Paul Uhlhorn 1927-1939
- Max Périer 1947-1956
- Gérard Horn 1957-1982
- Gaston Vassas 1961-1963
- Théo Mary 1963-1975
- Michel Hoeffel 1984-1987
- Jean Arbogast 1987-2001
- Marion Muller 2001-2002
- Danielle Silberzahn 2002-2011
- Petra Magne de la Croix 2012 –[63]